# Енн Гатчінсон
Енн Гатчінсон (Anne Hutchinson, уродж. Марбері (Marbury), липень 1591 — серпень 1643) — пуританська духовна порадниця, релігійна реформаторка, феміністка і акушерка. Ключова фігура в історії релігійної свободи в американських колоніях Англії та в історії жінок у служінні, що кидає виклик авторитету церковнослужителів.
Важлива учасниця антиноміанської суперечки, яка сколихнула молоду колонію Массачусетської затоки з 1636 по 1638 рік. Її тверді релігійні переконання суперечили усталеному пуританському духовенству в районі Бостона, а її популярність і харизма сприяли виникненню богословського розколу, який загрожував пуританській релігійній громаді в Новій Англії. Зрештою її засудили і вислали з колонії разом з багатьма її прихильниками та прихильницями.

## Огляд
Енн Марбері народилася в Олфорді, графство Лінкольншир, Англія, у Френсіса Марбері, англіканського священика та шкільного вчителя, який дав їй набагато кращу освіту, ніж більшості інших дівчат. У юності жила в Лондоні і там одружилася з другом родини Вільямом Гатчінсоном. Подружжя повернулося в Олфорд, де у сусідньому порту Бостон, графство Лінкольншир, вони почали стежити за проповідником Джоном Коттоном. 1633 року Коттон був змушений емігрувати, а через рік Гатчінсони пішли за ним зі своїми 11 дітьми і незабаром добре закріпилися в зростаючому поселенні Бостона в Новій Англії. Гатчінсон була акушеркою і допомагала тим, хто потребували її допомоги, а також відкрито ділилася своїми релігійними поглядами. Незабаром вона щотижня приймала у себе вдома жінок, коментуючи останні проповіді. Ці зустрічі стали настільки популярними, що вона почала запрошувати на них і чоловіків, зокрема молодого губернатора колонії Генрі Вейна.
Гатчінсон почала звинувачувати місцевих служителів (за винятком Коттона і зятя її чоловіка Джона Вілрайта) в тому, що вони проповідують завіт справ, а не завіт благодаті, і багато служителів почали скаржитися на її все більш кричущі звинувачення, а також на деякі неортодоксальні богословські вчення. Ситуація врешті переросла в те, що зазвичай називають Антиномічною суперечкою, кульмінацією якої став судовий процес 1637 року, засудження і вигнання з колонії. Основним доказом були її презирливі висловлювання про пуританських священнослужителів, але суд відмовився назвати підстави для її засудження. За цим церковний суд у березні 1638 року прийняв рішення про її вигнання зі своєї конгрегації.
За підтримки засновника плантацій Провіденс Роджера Вільямса Гатчінсон і багато її прихильників та прихильниць заснували поселення Портсмут, штат Род-Айленд, що стало колонією Род-Айленд і плантаціями Провіденс. Після смерті чоловіка через кілька років загроза анексії Род-Айленду штатом Массачусетс змусила Гатчінсон переїхати за межі досяжності Бостона, на землі голландців. П'ятеро її старших дітей, що вижили, залишилися в Новій Англії або в Англії, тоді як вона оселилася зі своїми молодшими дітьми біля стародавньої пам'ятки Спліт-Рок, що пізніше стало Бронксом у Нью-Йорку. На той час напруженість у відносинах з індіанським племенем Сіваной була високою. У серпні 1643 року під час війни Кіфта Гатчінсон, шестеро її дітей та інші члени сім'ї були вбиті сіваноями. Єдиною вцілілою була її дев'ятирічна донька Сюзанна, яка потрапила в полон.
Гатчінсон є ключовою фігурою в історії релігійної свободи в американських колоніях Англії та в історії жінок у служінні, що кидає виклик авторитету церковнослужителів. Штат Массачусетс відзначив її пам'ятником, який назвав її «мужньою представницею громадянської свободи та віротерпимості». Історик Майкл Віншип, автор двох книг про неї, назвав її «найвідомішою або найганебнішою англійкою в колоніальній історії Америки».

## Життя в Англії

### Дитинство

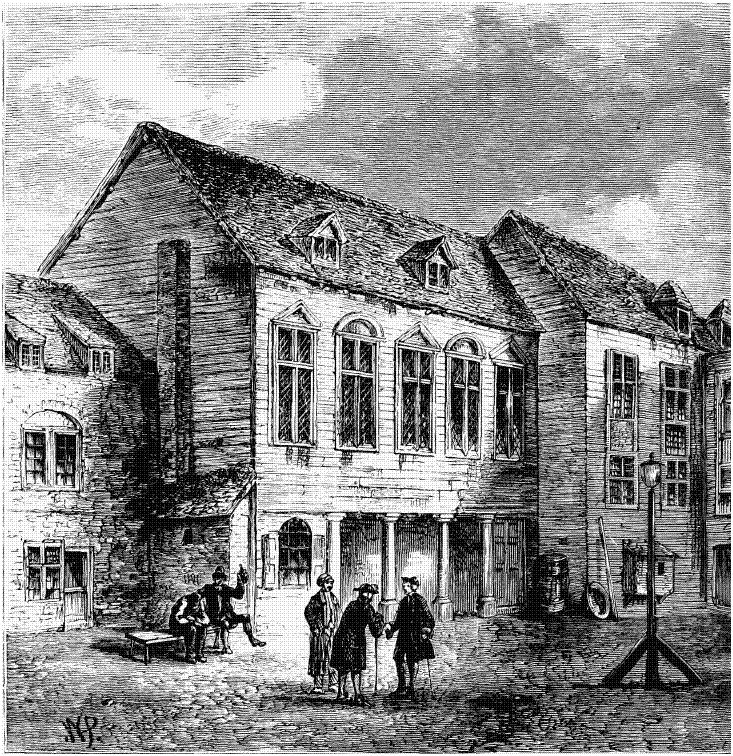
В'язниця Маршалсі, Лондон, де протягом двох років утримувався за «єресь» батько Гатчінсон

Енн Марбері народилася від батьків Френсіса Марбері та Бріджит Драйден в Олфорді, графство Лінкольншир, Англія, і була охрещена там 20 липня 1591 року. Її батько був англіканським священнослужителем у Лондоні з сильними пуританськими нахилами, який твердо вважав, що священнослужителі повинні бути добре освіченими, і конфліктував зі своїм начальством у цьому питанні. Неодноразові виклики Марбері англіканській владі призвели до суду та його ув'язнення за кілька років до народження Анни. 1578 року над ним відбувся публічний суд, стенограму якого він зробив по пам'яті під час домашнього арешту.
За своє переконання в єресі Марбері провів 2 роки у в'язниці Маршалсі на південному березі річки Темзи навпроти Лондона. 1580 року, у віці 25 років, вона був звільнений і вважався достатньо реформованим, щоб проповідувати та навчати. Він переїхав до віддаленого ринкового містечка Алфорд у Лінкольнширі, приблизно за 140 миль (230 км) на північ від Лондона. Незабаром батько Енн був призначений куратом (помічником священика) церкви Святого Вілфріда в Олфорді, а 1585 року він став директором вільної гімназії Елфорда, однієї з багатьох таких державних безкоштовних шкіл для бідних, заснованих королевою Єлизаветою I. Приблизно в цей час Марбері одружився зі своєю першою дружиною Елізабет Мур, яка народила трьох дітей, а потім померла. Через рік після смерті своєї першої дружини Марбері одружився з Бріджит Драйден, приблизно на 10 років молодшою за нього та з відомої родини Нортгемптона. Її брат Еразм був дідом Джона Драйдена, драматурга та поета-лауреата. Енн була третьою з 15 дітей, народжених у цьому шлюбі, 12 з яких пережили раннє дитинство. Марбері прожили в Олфорді перші 15 років життя Енн, і вона отримала кращу освіту, ніж більшість дівчат того часу, завдяки твердій прихильності її батька до навчання. Тут вона близько познайомилася зі Святим Письмом і християнськими принципами. У той час навчання пропонувалося майже виключно хлопчикам і чоловікам. Однією з можливих причин, чому Марбері навчав своїх дочок, могло бути те, що шестеро з перших семи його дітей були дівчатками. Іншою причиною, можливо, було те, що правлячий клас Єлизаветинської Англії почав розуміти, що дівчаток можна навчати, дивлячись на приклад королеви, яка розмовляла шістьма іноземними мовами.
1605 року, коли Енн було 15 років, її родина переїхала з Олфорда до центру Лондона, де її батько отримав посаду вікарія святого Мартіна Вінтрі. Через брак духовенства, тут його вираження пуританських поглядів сприймали, хоча й дещо приглушено. 1608 року Марбері взяв на себе додаткову роботу, проповідуючи в парафії Святого Панкраса, Сопер Лейн, за кілька миль на північний захід від міста, подорожуючи туди верхи двічі на тиждень. 1610 року він замінив цю посаду на іншу, набагато ближчу до дому, і став ректором церкви Святої Маргарет, Нью-Фіш-стріт, за декілька хвилин ходьби від Святого Мартіна Вінтрі. Він перебував на високій сходинці своєї кар'єри, але раптово помер у віці 55 років. Це відбулося у лютому 1611 року, коли Енн було 19 років.

### Дорослість: за Джоном Коттоном
Через рік після смерті свого батька 21-річна Енн Марбері одружилася з Вільямом Гатчінсоном, знайомим з Олфорда, який був торговцем тканинами і працював у Лондоні. Пара одружилася в церкві Святої Марії Вулнот у Лондоні 9 серпня 1612 року, невдовзі після чого вони повернулися до свого рідного міста Алфорд.
Невдовзі вони почули про популярного церковнослужителя на ім'я Джон Коттон, який проповідував у церкві Святого Ботольфа у великому порту Бостона, приблизно за 21 миля (34 км) від Алфорда. У рік, коли Гатчінсони одружилися, Коттон був призначений священником у Бостоні після того, як він був викладачем у коледжі Еммануеля в Кембриджі. Йому було 27 років, але він здобув репутацію одного з провідних пуритан в Англії. Як тільки Гатчінсони почули проповідь Коттона, подружжя їздило до Бостона якомога частіше, витримуючи тяжкість верхової їзди, коли дозволяли погода та обставини. Духовне послання Коттона відрізнялося від послання його однодумців-пуритан, оскільки він менше наголошував на поведінці людини для досягнення Божого спасіння, а більше на моменті релігійного навернення, «під час якого смертна людина була наповнена божественною благодаттю». Енн Гатчінсон привабила теологія Коттона про «абсолютну благодать», що змусило її поставити під сумнів цінність «діл» і розглядати Святий Дух як «проживаючого в обраних святих». Це дозволило ідентифікувати її як «містичну учасницю трансцендентної влади Всемогутнього»; така теологія надавала можливості жінкам, за словами Єви Лаплант, чий статус іншим чином визначався їхніми чоловіками чи батьками.

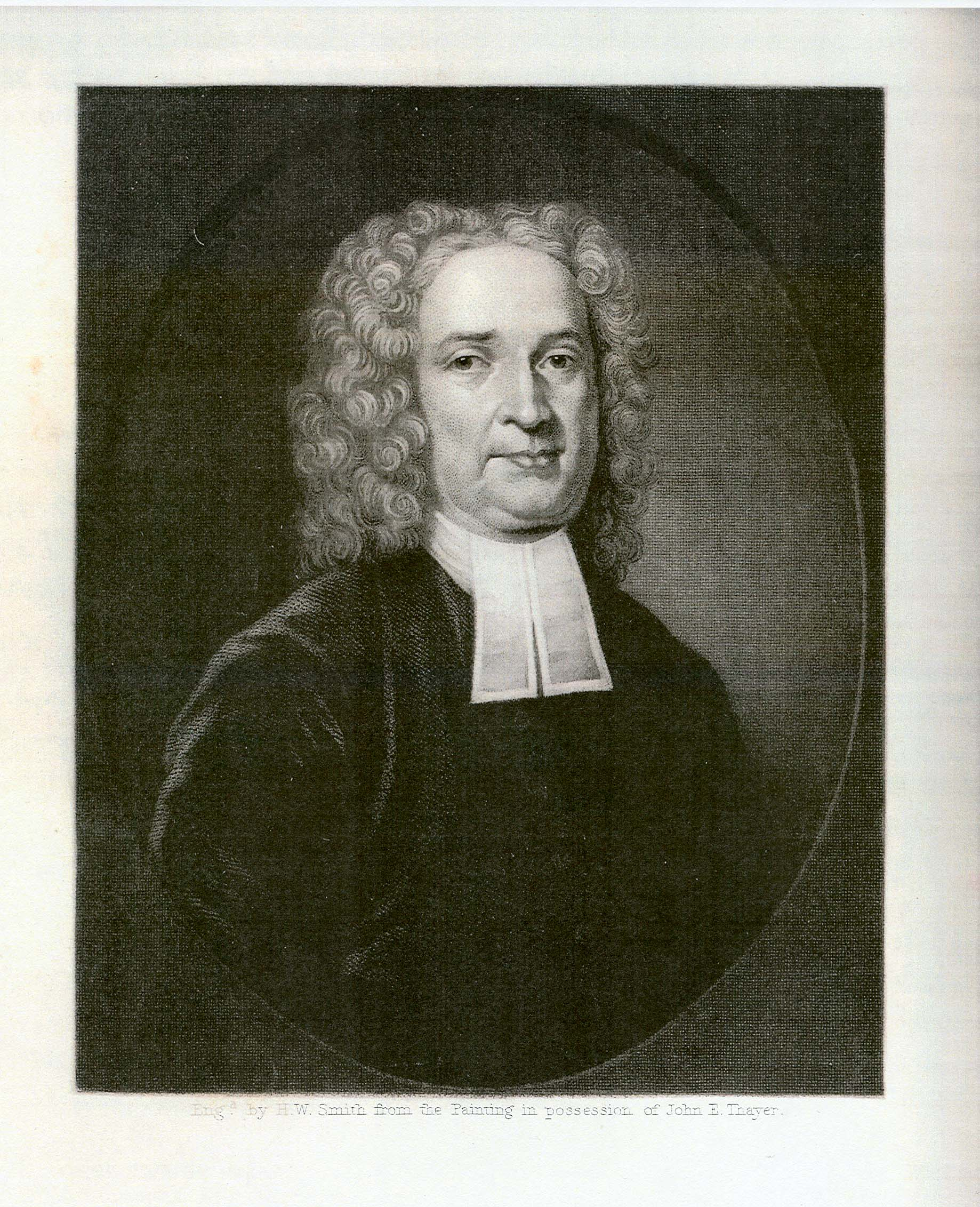
Преподобний Джон Коттон був наставником Гатчінсон і причиною її еміграції до Нової Англії.

Ще один сильний вплив на Гатчінсон був ближчий до її дому в сусідньому місті Білсбі. Її зять, молодий служитель Джон Вілрайт, проповідував послання, схоже на послання Коттона. Будучи реформаторами, і Коттон, і Вілрайт заохочували почуття релігійного відродження серед своїх парафіян, але їхні щотижневі проповіді не задовольняли прагнення деяких віруючих пуритан. Це призвело до появи конвенцій, які були зібраннями «тих, хто знайшов благодать», щоб слухати повторення проповідей, обговорювати та обговорювати Писання та молитися. Ці зібрання особливо важливими були для жінок, оскільки вони дозволяли їм взяти на себе роль релігійної лідерки, якої інакше їм було відмовлено в церковній ієрархії, де домінували чоловіки. Гатчінсон надихалась Коттоном та іншими жінками, які керували конвенціями, і вона почала проводити зібрання у власному домі, де переглядала останні проповіді зі своїми слухачами та давала власні пояснення послання.
Пуритани хотіли скасувати церемонію англіканської церкви і керувати своїми церквами на основі консенсусу парафіян. Вони вважали за краще усунути єпископів, призначених монархами, обирати своїх власних церковних старійшин (або губернаторів) і передбачити мирського лідера та двох служителів — одного вчителя, який відповідав би доктрині, а іншого — пастора, який відповідав за душі людей. 1633 року схильність Коттона до таких пуританських звичаїв привернула увагу архієпископа Вільяма Лауда, який проводив кампанію з придушення будь-яких проповідей і практик, які не відповідали практикам усталеної англіканської церкви. Того року Коттона було усунено від служіння, і він переховувався. Під загрозою тюремного ув'язнення він поспішно вирушив до Нової Англії на борту корабля «Гріффін», взявши з собою вагітну дружину. Під час подорожі до колоній вона народила їм дитину, яку вони назвали Сіборн.
Коли Коттон покинув Англію, Енн Гатчінсон описала це як «велику біду для неї» і сказала, що вона «не могла заспокоїтися», поки не пішла за своїм пастором до Нової Англії. Гатчінсон вірила, що Святий Дух наказав їй слідувати за Коттоном до Америки, «під враженням від доказів божественного провидіння». Однак вона була на 14-му тижні вагітності, тому подорожувала лише після народження дитини. Маючи намір незабаром відправитися до Нової Англії, Гатчінсони дозволили своєму старшому синові Едварду відплисти з Коттоном до того, як решта сім'ї вирушить у плавання. 1634 року 43-річна Енн Гатчінсон вирушила в подорож з Англії разом зі своїм 48-річним чоловіком Вільямом та іншими десятьма дітьми віком від восьми місяців до 19 років. Вони пливли на борту «Гриффіна», того самого корабля, який роком раніше перевозив Коттона та їх старшого сина.

## Бостон
Вільям Гатчінсон, успішний комерсант, прибув до Бостона наприкінці літа 1634 року, привізши із собою значний статок. Сім'я Гатчинсонів придбала ділянку площею пів акра на півострові Шомут, тепер центр Бостона. Тут вони побудували будинок, один із найбільших на півострові, каркасний і щонайменше двоповерховий. Будинок простояв до жовтня 1711 року, коли він згорів під час великої пожежі в Бостоні. На його місці згодом відкрили книжковий магазин Old Corner. Окрім цього, родині було надано острів Тейлора в бостонській гавані для випасу овець. Вони також придбали 600 акрів землі на горі Волластон, приблизно за 16 км на південь від Бостона, у місцевості, що згодом стала частиною міста Квінсі. Після облаштування на новому місці Вільям Гатчінсон продовжив займатися торгівлею тканинами, купівлею землі та інвестиціями. Він став міським виборцем і депутатом Генерального суду. Енн Гатчінсон також швидко адаптувалася до нового життя, приділяючи багато часу допомозі хворим і нужденним. Вона стала досвідченою акушеркою, а під час догляду за породіллями давала їм духовні поради. Магістрат Джон Вінтроп зауважив, що «її звичайна розмова була про речі Царства Божого», а «її звичайна розмова була на шляху праведності та доброти».

### Бостонська церква
Подружжя Гатчінсонів стало членами Першої церкви Бостона — найважливішої релігійної громади колонії. Завдяки своєму стратегічному розташуванню та бурхливій торгівлі місто швидко розвивалося, а місцева церква була відкрита для моряків і прибульців. Цю церкву Вінтроп характеризував як «найбільш публічну, куди приходили моряки та всі чужинці». За перші чотири місяці перебування Коттона там кількість членів церкви зросла з 80 до 120. У своєму щоденнику Вінтроп зазначив, що «до цієї Церкви було навернено та додано більше, ніж до всіх інших Церков у Бає». Історик Майкл Віншип зазначив у 2005 році, що церква, здавалося, наближається до пуританського ідеалу християнської спільноти. Ранній історик з Массачусетсу Вільям Габбард виявив, що церква перебувала «в такому процвітаючому стані, з яким не можна було б порівнювати». Віншип вважає іронією долі те, що найважливіша церква колонії також мала найнетрадиційнішого служителя в особі Джона Коттона. Більш екстремальні релігійні погляди Гатчінсона та Генрі Вейна, молодого губернатора колонії, не особливо виділялися через розходження Коттона з теологією його колег-священників.

### Домашня група вивчення Біблії
Відвідуючи породіль, Енн Гатчінсон почала обговорювати проповіді Коттона, що нагадувало конвокації в Англії. Незабаром вона організувала щотижневі зустрічі у себе вдома для жінок, охочих глибше розібратися в релігійних питаннях. З часом ці зібрання стали настільки популярними, що вона почала приймати й чоловіків. Щотижня на її зустрічі приходило 60 і більше осіб. Ці зібрання спонукали жінок, а також їхніх чоловіків «серйозніше запитати про Господа Ісуса Христа».
Поступово Енн почала висловлювати власні релігійні погляди, наполягаючи, що спасіння залежить не від добрих справ, а лише від «інтуїції Духа» призведе до обрання Богом.  Її ідеї про те, що зовнішня поведінка не завжди свідчить про духовний стан людини, приваблювали багатьох, особливо торговців і ремісників, для яких питання релігії часто поступалося місцем повсякденним турботам. Незабаром до них приєднався губернатор Вейн. Пуританські священники висловлювали стурбованість зростаючою популярністю цих зібрань. Вони вважали, що «несанкціоновані» релігійні дискусії можуть збентежити віруючих та підірвати церковну дисципліну. Проте Гатчінсон посилалася на Біблію, зокрема на Послання до Тита, де сказано, що «старші жінки повинні навчати молодших».

### Антиномічна суперечка

#### Зростання напруги
Деякі священники колонії вважали зібрання Гатчінсон неортодоксальними, і різні релігійні погляди в колонії згодом стали публічними дебатами. Релігійна напруга, що виникла в результаті цього, вилилася в те, що традиційно називають антиноміанською суперечкою, хоча в новітніх дослідженнях його також називають суперечкою про вільну благодать.

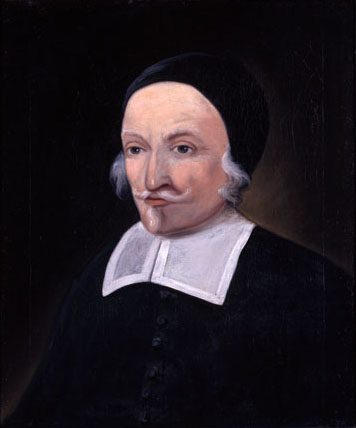
Преподобний Джон Вілрайт був союзником Гатчінсон під час Антиноміанської суперечки, і обидва були вигнані.

Преподобний Захарія Сіммес приплив до Нової Англії на тому ж кораблі, що й Гатчінсони. У вересні 1634 року він сказав іншому священику, що сумнівається в ортодоксальності Енн Гатчінсон на основі запитань, які вона поставила йому після його проповідей на кораблі. Ця проблема призвела до затримки членства Гатчінсона в Бостонській церкві на тиждень, поки пастирська перевірка не визначила, що вона була достатньо ортодоксальною, щоб приєднатися до церкви.
1635 року ситуація ускладнилася з поверненням пастора Джона Вілсона з Англії. Гатчінсон, яка раніше не чула його проповідей, відразу зауважила значну різницю між його вченням та своїми поглядами. Вона критикувала його наголос на моралі та його доктрину «доказу виправдання освяченням». Вона сказала своїм послідовникам, що Вілсону бракує «печаті Духа». Ці розбіжності лише посилювалися, оскільки Вілсон підтримував традиційний пуританський підхід, на противагу преподобному Джону Коттону, який наголошував на «вільній благодаті»—неминучості Божої волі, незалежної від людських дій. Віддані прихильники Гатчінсон почали відкрито демонструвати неповагу до Вілсона: вони перебивали його проповіді або навіть залишали зібрання, коли він починав проповідувати чи молитися.
Томас Шепард, священник Ньютауна (який пізніше став Кембриджем), почав писати листи Коттону ще навесні 1636 року. Він висловив стурбованість проповідуванням Коттона та деякими неортодоксальними думками, які поширені серед його бостонських парафіян. Шепард пішов ще далі, коли під час своїх проповідей почав критикувати думку Бостона перед своєю громадою в Ньютауні. Напруга загострилася ще більше у травні 1636 року, коли до колонії прибув преподобний Джон Вілрайт—старий знайомий Гатчінсон із Лінкольнширу. Він приєднався до Коттона, Гатчінсон та інших прихильників «вільної благодаті». Вілрайт був сусідом Гатчінсонів у Лінкольнширі, а його дружина була сестрою чоловіка Гатчінсон. Того ж місяця ще один сильний союзник приєднався до прихильників «вільної благодаті» — Генрі Вейн, молодий аристократ, який був обраний губернатором колонії. Вейн симпатизував Гатчінсон, хоча мав і власні, ще радикальніші теологічні погляди.
Конфлікт між традиційними пуританськими лідерами та прихильниками Гатчінсон продовжував загострюватися Вілрайт почав проповідувати на горі Волластон, приблизно в десяти милях на південь від Бостонського дому зборів, і його проповіді почали відповідати на критику Шепарда його власною критикою «завіту праць» — традиційного вчення про спасіння через діла. Ця наростаюча «агресія кафедри» тривала протягом усього літа разом із відсутністю поваги до бостонського преподобного Вілсона. Він терпів ці релігійні розбіжності протягом кількох місяців, перш ніж вирішив, що образи та помилки були достатньо серйозними, щоб вимагати відповіді. Ймовірно, він звернув увагу судді Джона Вінтропа, одного зі своїх парафіян. 21 жовтня 1636 року або незабаром після цього Вінтроп вперше публічно попередив про проблему, яка поглинала його та керівництво колонії Массачусетської затоки протягом більшої частини наступних двох років. У своєму щоденнику він писав: «Одна місіс Гатчінсон, член церкви в Бостоні, жінка з розумом і сміливим духом, принесла з собою дві небезпечні помилки: 1. Що особа Святого Духа перебуває в виправданій людині. 2. Жодне освячення не може допомогти нам підтвердити наше виправдання». Він продовжив уточнення цих двох пунктів, і з цього запису в журналі почалася антиноміанська суперечка.

#### Протистояння священників
25 жовтня 1636 року сім священників зібралися в будинку преподобного Коттона, щоб обговорити релігійний розбрат, що розгортався в колонії. У цій «приватній конференції» брали участь не лише духовенство, а й світські лідери бостонської церкви, зокрема Енн Гатчінсон. Було досягнуто певного компромісу, і Коттон «задовольнив їх [інших служителів], тому що він погодився з усіма в питанні освячення, як і містер Вілрайт; тому, як вони всі вважали, це освячення допомогло обґрунтування доказів».  Проте конфлікт не вщух. Інші служителі були незадоволені тим, що Гатчінсон на своїх зібраннях відкрито критикувала їх, звинувачуючи у проповідуванні завіту діл (переконання, що для спасіння потрібні не лише віра, а й добрі справи). Вона також стверджувала, що ці священники не можуть бути справжніми служителями Нового Завіту. Спочатку вона відповідала на такі звинувачення приватно та лише у вузькому колі, але через рік її слова використали проти неї на суді, що завершився її вигнанням з колонії.

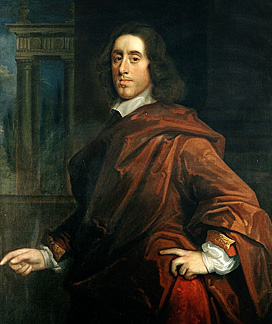
Губернатор Генрі Вейн під час суперечок в колонії рішуче підтримував Гатчінсон.

Наприкінці 1636 року, коли суперечка поглибилася, Гатчінсон та її прихильників звинуватили в двох єресях пуританської церкви: антиномізмі та фамілізмі. Слово «антиномізм» буквально означає «проти або всупереч закону»; у теологічному контексті це означає «моральний закон не є обов'язковим для християн, які перебувають під законом благодаті». За цим поглядом, якщо людина перебуває під законом благодаті, то моральний закон не застосовується, дозволяючи їй здійснювати аморальні вчинки. Фамілізм був названий на честь секти 16-го століття під назвою «Сім'я любові», і він передбачав ідеальне єднання з Богом під дією Святого Духа в поєднанні зі свободою як від гріха, так і від відповідальності за нього. Гатчінсон та її прихильників іноді звинувачували в аморальній поведінці або «вільній любові», щоб дискредитувати їх, але такі дії суперечили їхній доктрині. Гатчінсон, Вілрайт і Вейн взяли на себе провідні ролі як антагоністи ортодоксальної партії, але теологічно саме розбіжності в поглядах Коттона з іншими служителями колонії були в центрі суперечки.
До зими богословський розкол став настільки великим, що Генеральний суд закликав до дня посту, щоб допомогти полегшити труднощі колонії. Під час призначеного посту в четвер, 19 січня 1637 року, Вілрайт проповідував у Бостонській церкві вдень. Для пуританського духовенства його проповідь була «осудною та викликала зло», але прихильників вільної благодаті це підбадьорювало, і вони стали більш гучними у своїй опозиції до «законних» служителів. Губернатор Вейн почав кидати виклик доктринам богів колонії, а прихильники Гатчінсона відмовилися служити під час війни Пеквот 1637 року, оскільки Вілсон був капеланом експедиції. Священники були стурбовані тим, що смілива позиція Гатчінсон та її прихильників почала загрожувати «священному експерименту пуритан». Якби їм це вдалося, історик Данн вважає, що вони кардинально змінили б напрямок історії Массачусетсу.

#### Події 1637 року
У березні політична течія почала повертатися проти прихильників вільної благодаті. Того ж місяця Вілрайта судили за його проповідь у день посту за неповагу до влади і підбурювання до заколоту, і він був визнаний винним у результаті близького голосування, але ще не був засуджений до покарання. Вибори в травні 1637 року стали вирішальним ударом для прихильників вільної благодаті. Губернатор Генрі Вейн, який підтримував Гатчінсон, програв вибори Джону Вінтропу, який очолював ортодоксальну пуританську фракцію. Крім того, всі судді в Бостоні, які симпатизували Гатчінсон та Вілрайту, були усунуті з посад.
Улітку 1637 року Вейн повернувся до Англії, більше ніколи не повернувшись до Нової Англії. Його від'їзд дав можливість Вінтропу та його союзникам остаточно придушити опозицію.
2 листопада 1637 року розпочалося засідання Осіннього суду. Судді винесли остаточний вирок Джону Вілрайту—вигнання. Йому було наказано покинути колонію протягом 14 днів.
Після цього перед судом постали інші прихильники Гатчінсон, отримуючи різні вироки. Однак головною справою став суд над Енн Гатчінсон — жінкою, яка стала символом релігійного виклику пуританському істеблішменту.

#### Цивільний процес: день 1
7 листопада 1637 року Енн Гатчінсон постала перед судом. До цього моменту Вілрайта вже було вигнано, а інші судові справи завершено. Головував на процесі губернатор Джон Вінтроп, який висунув проти Гатчінсон звинувачення в «обмові священників». Їй також інкримінували те, що вона «заважала миру співдружності та церков», поширюючи ідеї, які розколювали громаду, а також продовжувала проводити зібрання у своєму домі, попри те, що нещодавній синод засудив таку практику.
Втім, довести провину Гатчінсон виявилося складним. На відміну від Вілрайта та інших чоловіків, яких судили, вона ніколи не висловлювала своїх поглядів публічно й не підписувала жодних документів, які б її компрометували. Вінтроп намагався представити її як співучасницю змови та звинуватити в організації незаконних зібрань, однак її відповіді не залишали йому простору для маневру. Суд не зміг довести її вину за цими обвинуваченнями. На допомогу Вінтропу прийшов заступник губернатора Томас Дадлі, досвідчений у юриспруденції. Він зосередився на звинуваченні у наклепі на священників, стверджуючи, що Гатчінсон висловлювала зневажливі зауваження щодо служителів колонії. Доказом стали свідчення шести міністрів, які надали письмові версії жовтневої зустрічі, де нібито пролунали образливі слова. Гатчінсон визнала, що говорила це, але наголосила, що її змусили відповідати, і вона мала вибір або говорити правду, або брехати.

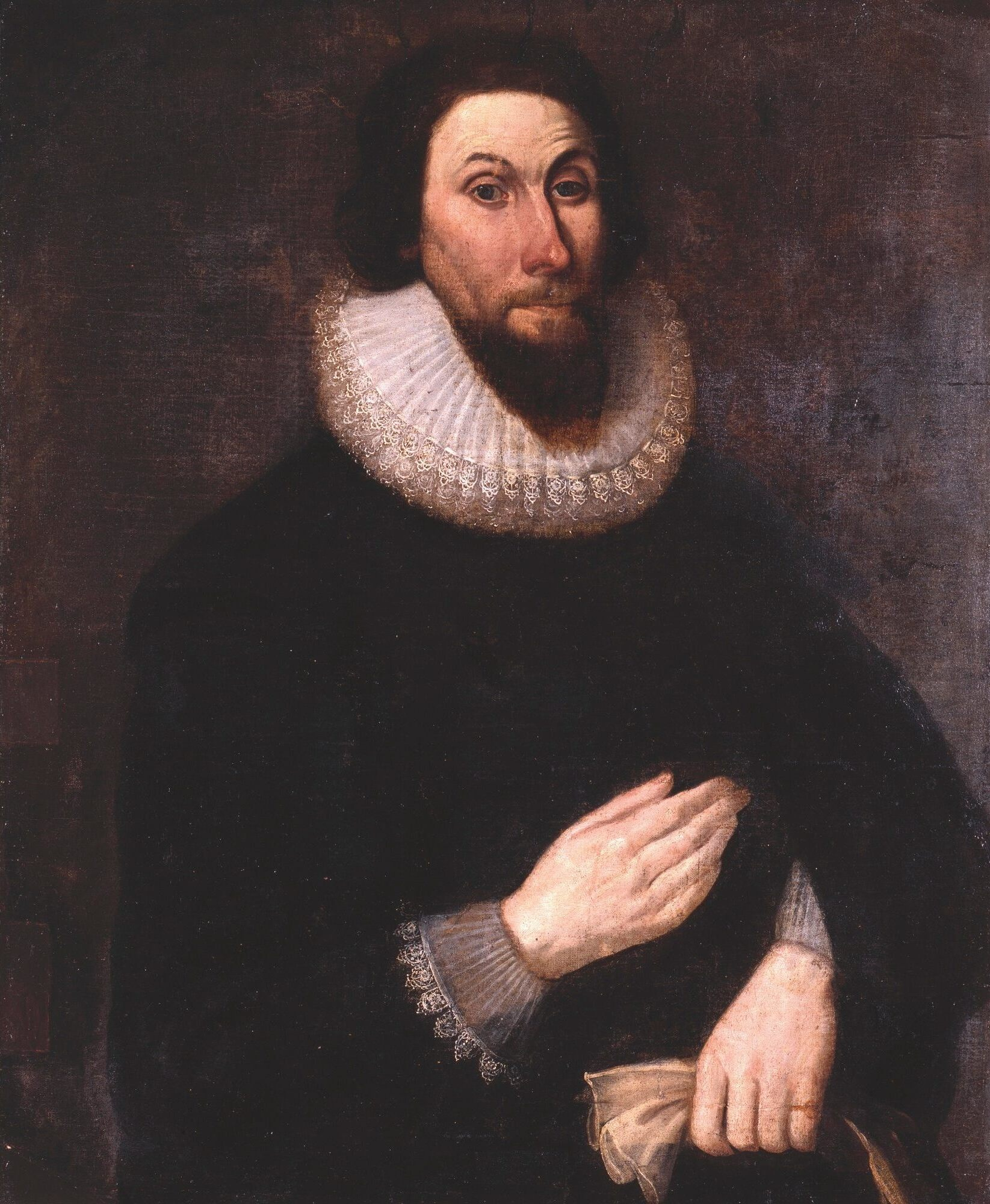
Джон Вінтроп головував на судовому процесі над Гатчінсон у 1637 році як обвинувач і суддя.

Гатчінсон погодилася з суттю їхніх заяв. Її захист полягав у тому, що вона говорила неохоче і наодинці, що вона «повинна була говорити або неправду, або правду у своїх відповідях» в міністерському контексті зустрічі. На цих приватних зустрічах вона цитувала Приповісті 29:25: «Страх людський веде до пастки, а хто надію свою покладає на Господа, той буде в безпеці». Суд не цікавився її відмінністю між публічними та приватними заявами.
Наприкінці першого дня судового процесу Вінтроп записав: «Місіс Гатчінсон, суд, який ви бачите, доклав зусиль, щоб змусити вас визнати свою помилку, щоб ви могли бути приниженими. Час уже пізній. тому дайте вам трохи більше часу, щоб обміркувати це, і тому бажаю, щоб ви знову відвідали суд вранці». Перший день пройшов досить добре для Гатчінсон, яка встояла в боротьбі розуму з суддями. Біограф Єва ЛаПланте припускає: «Її успіх перед судом, можливо, вразив її суддів, але це не було несподіванкою для неї. Вона була впевнена в собі та своїх інтелектуальних інструментах, головним чином через близькість, яку вона відчувала з Богом». 

#### Цивільний процес: 2 день
Вранці другого дня процесу Гатчінсон підготувала відповідь. Вона звинуватила священників у порушенні конфіденційності, заявивши, що вони ввели суд в оману, не розповівши про її небажання ділитися з ними своїми думками. Вона наполягала на тому, щоб священники дали свідчення під присягою, чого вони не наважилися зробити. Магістрат Саймон Бредстріт сказав, що «вона змушувала священників грішити, якщо вони говорили щось неправильно під присягою», але вона відповіла, що якщо вони збираються звинуватити її, «я хочу, щоб це було під присягою». Згідно з належною правовою процедурою, священники повинні були б скласти присягу, але вони погодилися б зробити це лише за умови, що свідки захисту виступатимуть першими.
На захист Гатчінсон виступили троє свідків – диякон Джон Коггешалл, мирянин Томас Леверетт та священник Джон Коттон. Перші двоє зробили короткі заяви, що не вплинули на суд, натомість свідчення Коттона затягнулися. Він намагався пом’якшити значення слів, які інші священники розцінили як наклеп, і наголосив, що вони не були так ображені її висловлюваннями, як це виглядало пізніше. Дадлі повторив, що Гатчінсон сказаЛА священнослужителям, що вони не здатні служити Новому Завіту; Коттон відповів, що не пам'ятає, щоб вона це говорила.
Між Коттоном і судом точилася напружена, але не зафіксована в протоколі дискусія. Гатчінсон попросила у суду дозволу «надати вам підстави того, що я знаю як правду». Коли допит дійшов до самої Гатчінсон, вона зробила зухвалу заяву:
Ви не маєте влади над моїм тілом, і не можете заподіяти мені ніякої шкоди, бо я в руках вічного Єгови, мого Спасителя, я на його призначенні, межі мого житла на небі, я не шаную жодної смертної людини, окрім створіння в його руці, я не боюся нікого, окрім великого Єгови, який провістив мені про це, і я щиро вірю, що він визволить мене з ваших рук. Тому стережіться, як ви чините проти мене, бо я знаю, що за те, що ви збираєтесь зробити зі мною, Бог погубить вас і ваших нащадків, і всю цю державу.— Енн Гатчінсон на суді
Це був «драматичний кульмінаційний момент найбільш проаналізованої події в суперечці про вільну благодать», — писав історик Майкл Віншип. Історики наводили безліч причин для цієї заяви, включаючи «радісний порив», «істерію», «ломку під тиском слідства» і «одержимість духом». Віншип, посилаючись на роботу історика Мері Бет Нортон, припускає, що Гатчінсон свідомо вирішила пояснити, чому вона знала, що теологи колонії не є здібними служителями Нового Завіту. За словами Віншипа, це була «не театральність, а педагогіка»; Натчінсон намагалася повчати Суд, і це відповідало її характеру.

#### Цивільний процес: вирок
Ця промова значно полегшила завдання обвинувачам, чия позиція була досить хиткою. Вінтроп використав слова Гатчінсон, щоб переконати суд у її провині. Бостонці спробували втрутитися, щоб уповільнити процес: Вільям Коддінгтон заявив, що немає жодного закону Божого чи світського, який би вона порушила. Однак суд не зважав на ці аргументи. Її викриття було визнано не тільки крамолою, але й проявом неповаги до суду. Дадлі тиснув на Коттона, чи підтримує він викриття Гатчінсон; він сказав, що може знайти теологічне виправдання цьому. Можливо, Коттон усе ще був злий через завзяття, з яким деякі опоненти кинулися на дисидентів у його пастві. Однак Вінтроп не був зацікавлений у цій докорі; за історичними інтерпретаціями Віншипа він використовував сміливі твердження Гатчінсон, щоб скерувати суд у напрямку переписування історії. Багато пуритан були переконані, що за всіма труднощами, з якими зіткнулася колонія, стоїть одна деструктивна пророча фігура, а винуватцем стала Гатчінсон. Вінтроп звернувся до суду: «Якби ж то суд, дивлячись на неї, як на головну причину всіх наших бід, вирішив, що з нею робити, то нехай би тепер обміркував, що з нею робити». 
Бостонці доклали останніх зусиль, щоб сповільнити процес. Вільям Коддінгтон підвівся, стверджуючи: «Я не бачу жодного чіткого свідка проти неї, і ви знаєте, що за правилом суду жодна людина не може бути суддею та обвинувачем», закінчивши словами: «Немає жодного закону Божого, який би вона порушила, і жодного закону країни, який би вона порушила, і тому не заслуговує на осуд». Суд хотів винести вирок, але не міг продовжити, доки деякі священники не виступили. Троє священників були приведені до присяги, і кожен свідчив проти Гатчінсон. Вінтроп зробив так, щоб її вигнали; під час подальшого підрахунку голосів лише бостонські депутати проголосували проти засудження. Гатчінсон оскаржила законність вироку, сказавши: «Я хочу знати, чому мене вигнали». Вінтроп відповів: «Суд знає, чому це було зроблено, і це задоволено». 
Гатчінсон була названа єретичкою і знаряддям диявола, і була засуджена судом до вигнання «як жінка, яка не підходить для нашого суспільства». Пуритани щиро вірили, що, виганяючи Гатчінсон, вони захищають вічну Божу істину. Вінтроп підсумував справу зі щирим почуттям: Після цивільного суду Гатчінсон помістили під домашній арешт і їй наказали піти у вигнання до кінця березня наступного року. Тим часом їй не дозволили повернутися додому, але її затримали в будинку Джозефа Велда, брата преподобного Томаса Велда, розташованому в Роксбері, приблизно за дві милі від її дому в Бостоні. Відстань була невеликою, але Гатчінсон рідко могла бачити своїх дітей через погоду, яка була особливо суворою тієї зими. За словами Лапланта, Вінтроп називав Гатчінсон «ув'язненою» і був сповнений рішучості тримати її ізольованою, щоб інші не надихалися нею. Її часто відвідували різні священники, метою яких, за словами Лапланта, було змінити її мислення, а також зібрати докази проти неї. Томас Шепард був там, щоб «збирати помилки», і дійшов висновку, що вона небезпечна жінка. Шепард та інші священнослужителі, які її відвідували, склали список її теологічних помилок і представили їх бостонській церкві, яка вирішила, що вона повинна постати перед судом за ці погляди.
Тож Господу було вгодно почути молитви свого стражденного народу... і завдяки турботам і старанням мудрих і вірних служителів Церков, за сприяння цивільної влади, відкрити цей шедевр старого Змія..... Це робота Господа, і вона чудова в наших очах.

#### Церковний суд
15 березня 1638 року, Гатчінсон було викликано на суд. Вона була втомленою та зі слабким здоров'ям після чотиримісячного ув'язнення. Суд відбувся в її рідній церкві в Бостоні, хоча багатьох її прихильників там уже не було. Її чоловік та інші друзі виїхали з колонії, щоб підготувати нове місце проживання. Єдиними присутніми членами її родини були старший син Едвард і його дружина, дочка Фейт і зять Томас Севідж, а також сестра Кетрін з чоловіком Річардом Скоттом.

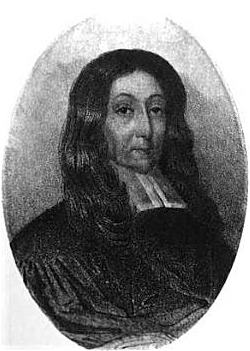
Преподобний Джон Вілсон був висміяний Гатчінсон; він виніс остаточне рішення про відлучення від церкви під час її церковного суду.

Преподобний Джон Вілсон, якого свого часу відкрито критикувала Гатчінсон, головував на суді та згодом виніс остаточне рішення про її відлучення від церкви.

Священники прагнули захистити ортодоксальне вчення та розібратись у богословських помилках, яких, на їхню думку, припустилася Гатчінсон. Перевірку очолив старійшина Томас Леверетт, який викликав її на допит і зачитав перелік звинувачень. Після цього розпочався дев’ятигодинний допит, під час якого священнослужителі заглибилися в ключові питання богослов’я. Наприкінці першого засідання розглянули лише чотири звинувачення, але вже цього було достатньо, аби Коттон — колишній її союзник — опинився у складному становищі. Йому довелося виступити з публічною доганою. Він сказав: «Я хотів би сказати це на славу Божу: ти була знаряддям добра серед нас… Він дав тобі проникливість, вміння висловлюватися й здібність діяти в Божій справі». Втім, священники дійшли висновку, що хибні переконання Гатчінсон переважують усе добро, яке вона могла зробити, й що вона ставить під загрозу духовне благополуччя (духовну успішність) громади. Коттон продовжив,
«Ти не можеш уникнути наслідків... Це є гріх жіночої спільноти; і всі розпусні та заборонені зв’язки між чоловіками й жінками без шлюбних зобов’язань неминуче стануть наслідком цього. Хоча я не вважаю, що ти сама порушила шлюбну обітницю, але це неминуче станеться після того».
Таким чином, Коттон натякав на зв’язок між богословськими ідеями Гатчінсон і крайніми формами релігійної поведінки, які приписувалися антиномістам і фамілістам. Підсумовуючи, він заявив:
«Я застерігаю тебе, і водночас звинувачую в ім’я Христа Ісуса, від імені якого я тут стою… Замислись над справедливою Божою карою, що спіткала тебе; над кривдою, якої ти завдала Церкві; над ганьбою, якої ти завдала Христу, і над шкодою, якої ти заподіяла багатьом душам».
Після цього Гатчінсон було доручено повернутися через тиждень у наступний день сесії.
Коттон ще не повністю відмовився від своєї парафіянки. За рішенням суду, Гатчінсон дозволили провести тиждень у власному домі, де її відвідав новоприбулий проповідник Джон Девенпорт. Упродовж тижня обидва священники працювали з нею, і під їхнім впливом вона написала офіційну відмову від власних поглядів, що викликали суперечки. На зібранні у четвер, 22 березня, вона підвелася й тихо, але твердо, зачитала своє зречення перед громадою. Вона визнала помилки в уявленнях про душу й дух, про воскресіння тіла, про власне пророцтво щодо загибелі колонії, а також у своєму ставленні до священників. Гатчінсон погодилася, що освячення може слугувати доказом виправдання — те, що вона раніше називала «заповітом справ», — адже воно «витікає від Христа і підтверджується Духом». Якби на цьому судовий процес завершився, вона, ймовірно, залишилася б у добрих стосунках із Бостонською церквою й могла б у майбутньому повернутися.
Однак на цьому справа не закінчилась. Вілсон дослідив додаткові звинувачення, які висунув Шепард наприкінці попереднього засідання. Її нові висловлювання викликали ще більшу критику. Після першого дня допитів результат був невизначеним, але остаточне падіння настало тоді, коли вона не визнала, що дотримувалася помилкових переконань ще до свого чотиримісячного ув’язнення. Через це її звинуватили у брехні. Навіть у цей момент Вінтроп та кілька священників хотіли врятувати її душу, зважаючи на її попередню євангельську діяльність, сподіваючись, що вона «знову викладе свої міркування». Але Шепард рішуче наполягав: Гатчінсон — «зловісна самозванка», у серці якої ніколи не було благодаті. Він наголошував на «огидності її брехні» під час удаваного каяття.
Зрештою Шепард схилив громаду на свій бік, Коттон також відкрито відмовився від неї, і Джон Вілсон зачитав остаточний вирок:
«За те, що ви, місіс Гатчінсон, тяжко згрішили й завдали шкоди... порушили спокій Церкви своїми помилками, відвернули багатьох бідних душ і наполягали на своїх одкровеннях... тому в ім’я Господа нашого Ісуса Христа я виганяю вас і передаю вас сатані… вважаю вас відтепер язичницею і вигнанкою… і наказую вам, як прокаженій, залишити громаду».
Таким чином, Гатчінсон було вигнано з колонії та відлучено від церковної громади. Її найближчим послідовникам, серед яких були Вільям Коддінгтон і Джон Коггешолл, дали три місяці, щоб залишити колонію. Інших позбавили виборчих прав або виключили з церков. У листопаді того ж року суд постановив роззброїти 58 мешканців Бостона та 17 жителів навколишніх міст, якщо вони не зречуться так званої «єресі». Багато з них добровільно вирушили у вигнання слідом за Гатчінсон 

## Род-Айленд

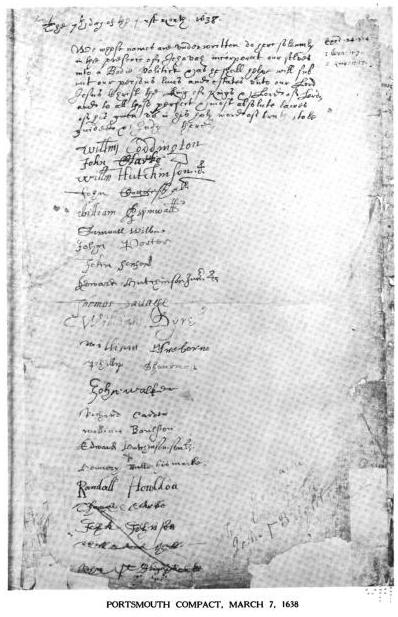
Портсмутський договір

Під час ув’язнення Енн Гатчінсон її прихильники готувалися покинути колонію та оселитися в іншому місці. Одна з таких груп, до якої входив і її чоловік Вільям, зібралася 7 березня 1638 року в будинку заможного бостонського купця Вільяма Коддінгтона. У результаті цієї зустрічі 23 чоловіки підписали документ, відомий як Портсмутський договір, утворивши нове політичне об’єднання. Коддінгтон був обраний їхнім губернатором, хоча й отримав біблійний титул «суддя». Дев'ятнадцять підписантів спочатку планували переїхати до Нью-Джерсі чи Лонг-Айленда, але Роджер Вільямс переконав їх оселитися в районі його поселення Провіденс-Плантейшнз. Кодінгтон придбав у Наррагансетів острів Аквіднек (пізніше названий Род-Айлендом) у затоці Наррагансетт, де було засновано поселення Покассет (незабаром перейменовано на Портсмут). Енн Гатчінсон послідувала (настала) за ним у квітні, після завершення церковного судового процесу.
Разом зі своїми дітьми та іншими вигнанцями вона подолала більш ніж шестиденну подорож пішки крізь квітневий сніг, щоб дістатися до поселення Роджера Вільямса в Провіденсі. Далі вони переправилися човнами на острів Аквіднек, де чоловіки заздалегідь почали будувати будинки. На початку квітня Гатчінсон нарешті возз’єдналася зі своїм чоловіком після майже пів року розлуки.

### Остання вагітність
У травні 1638 року, після місяців напруження, судового процесу, зимового ув’язнення та виснажливої подорожі до острова Аквіднек, Енн Гатчінсон почала народжувати. Проте її пологи виявилися трагедією: лікар Джон Кларк  описав, що вона народила «жменю прозорих виноградин» — це був гідратоїдний молярний викидень. Сьогодні відомо, що цей стан трапляється у жінок після 45 років і пов’язаний з патологічним заплідненням дефектної яйцеклітини.Гатчінсон хворіла більшу частину зими, відчуваючи незвичну слабкість, пульсуючі головні болі та напади блювоти. З огляду на постійні вагітності, пологи та лактацію протягом 25 років, разом із надзвичайним стресом, вона могла мати серйозні симптоми менопаузи. Деякі історики припускають, що вона навіть не була вагітною під час судового процесу, а страждала від розладів, спричинених виснаженням. 
Пуританські лідери сприйняли її трагедію як Боже покарання. Подібної долі зазнала її прихильниця Мері Даєр, яка народила мертву дитину з важкими деформаціями. Вінтроп і його прибічники тлумачили ці випадки як «заслужену кару». Вінтроп писав: «Вона породила не одне, а тридцять жахливих плодів або близько того», а потім продовжив: «Подивіться, як Божа мудрість пов'язувала цей вирок з її гріхом у всіх випадках, бо подивіться — як вона висловлювала неправильні думки, так вона повинна породжуй деформованих монстрів». Массачусетс продовжував переслідувати послідовників Гатчінсон, які залишилися в районі Бостона.  Попри все, Енн Гатчінсон зберігала силу духу. Коли представники Бостонської церкви приїхали переконати її «повернутися до істинної віри», вона гнівно відповіла: «Церква в Бостоні? Я не знаю такої церкви і не визнаю її! Називайте її блудницею і повією Бостона, але не Церквою Христовою!».

### Розбрат урядовців
Менш ніж через рік після заснування поселення у Портсмуті почалися політичні конфлікти. Спочатку Коддінгтон відкрито підтримував Гатчінсон, але з часом став авторитарним правителем, що відштовхнуло багатьох поселень. На початку 1639 року в колонії з’явився радикальний проповідник Семюел Ґортон, який критикував місцевих священників та їхню владу. 28 квітня 1639 року Ґортон і його прибічники усунули Коддінгтона від влади. Неясно, чи підтримувала Гатчінсон цей переворот, але її чоловік Вільям був обраний новим губернатором. Через два дні понад 30 чоловіків підписали документ про створення нової демократичної громади. Вінтроп зазначив у своєму щоденнику:
в Аквіднеку народ дуже збурився і вигнав містера Коддінгтона та ще трьох суддів. Громада обрала лише містера Вільяма Гатчінсона, людину з дуже м'яким характером і слабкими сторонами, яка повністю підкорялася своїй дружині. Саме вона стояла біля витоків усіх колишніх негараздів у країні і досі продовжувала породжувати заворушення..
Коддінгтон і кілька інших осіб покинули колонію, заснувавши поселення Ньюпорт на південній частині острова. Вільні жителі Покассета змінили назву свого міста на Портсмут. Вони обрали новий уряд, який передбачав суд присяжних і відокремлення церкви від держави. Люди, які супроводжували Коддінгтона до Ньюпорта, як правило, були найсильнішими лідерами; деякі з них стали президентами або губернаторами всієї об'єднаної колонії після 1646 року, такі як Коггешалл, Ніколас Істон, Вільям Брентон, Джеремі Кларк і Генрі Булл.
12 березня 1640 року міста Портсмут і Ньюпорт погодилися знову об'єднатися. Коддінгтон став губернатором острова, а Вільям Гатчінсон був обраний одним із його помічників. Міста мали залишатися автономними, а закони прийматися громадянами.
Під час свого перебування в Портсмуті Гатчінсон розробила нову філософію щодо релігії. Вона переконала свого чоловіка піти у відставку з посади магістрата, оскільки вважала, що цивільна влада є нелегітимною з релігійного погляду. 
Приблизно в червні 1641 року, у віці 55 років, помер Вільям Гатчінсон—у тому ж віці, що й колись її батько.  Його поховали в Портсмуті, хоча жодних офіційних записів про його смерть не збереглося, оскільки в колонії не було офіційної церкви, яка зазвичай вела такі записи.
Після смерті чоловіка становище Енн Гатчінсон стало ще нестабільнішим, і вона вирішила залишити Род-Айленд.

## Нові Нідерланди

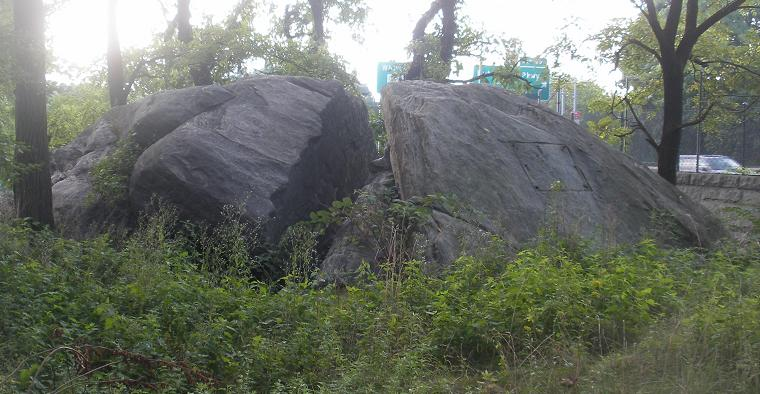
Спліт-Рок, неподалік від якого була вбита сім'я Гатчинсонів

Невдовзі після заселення острова Аквіднек колонія Массачусетської затоки серйозно загрожувала анексією острова й усієї території затоки Наррагансетт, що викликало занепокоєння в Анни Гатчінсон та інших поселенців. Це змусило її повністю виїхати за межі досяжності колонії Бей та її союзних колоній у Коннектикуті й Нью-Гейвені й перейти під юрисдикцію Голландії. Після літа 1642 року Гатчінсон вирушила до Нових Нідерландів разом із сімома дітьми, зятем і кількома слугами — загалом, за різними даними, 16 осіб. Вони оселилися біля давньої місцевої пам’ятки під назвою Спліт-Рок, неподалік від того, що згодом стало річкою Гатчінсон у північній частині  Бронксі, Нью-Йорк. У цьому районі мешкали й інші родини Род-Айленду, зокрема Трокмортони та Корнелли. За одним звітом, Гатчінсон купила свою землю у Джона Трокмортона (на честь якого названо Троггс-Нек), який раніше з Роджером Вільямсом був поселенцем Провіденса, але тепер жив у Нових Нідерландах.
Родина Гатчінсонів тимчасово оселилася в покинутому будинку, поки тривало будівництво постійного житла, в чому їм допомагав Джеймс Сендс. Він був одружений з Кетрін Вокер, онукою брата Вільяма Гатчінсона — Едварда.  Згодом Сендс став одним із перших поселенців острова Блок-Айленд (пізніше —  Нью-Шорем, Род-Айленд), а преподобний Семюел Найлз, ще один ранній поселенець острова, записав таке про досвід Сендса в Нових Нідерландах:
"Місіс Гатчінсон… переїхала до Род-Айленду, але, не затримавшись там надовго, вирушила далі на захід — до місцевості під назвою Істчестер, що нині розташована в східній частині провінції Нью-Йорк, де й готувалася оселитися. Але, як показали подальші події, це місце не припало до вподоби індіанцям, які мешкали в лісі. Щоб втілити свій задум, вона домовилася з капітаном Джеймсом Сендсом, тоді ще молодим чоловіком, про будівництво будинку. Сендс узяв собі компаньйона, і коли вони працювали на ділянці, до них підійшла група індіанців, здійнявши гучний крик, і присіла поруч. Через деякий час вони зібрали інструменти Сендса, поклали йому на плечі велику сокиру, дали в руки інші інструменти й почали показувати жестами, щоб він залишив це місце. Але той вдавав, що нічого не розуміє, і продовжував працювати".
Таким чином, місцеві жителі прозоро натякали на своє невдоволення появою нових поселенців. Формально ця земля нібито була придбана агентом Голландської Вест-Індської компанії ще в 1640 році, однак угоду укладали з представниками племені сіваної з далекого Норволка. Місцеві ж племена, ймовірно, не мали жодного відношення до цієї угоди, або ж узагалі про неї не знали. Отже, заснування постійного поселення в цьому місці було для Гатчінсон ризикованим кроком.
Питання точного розташування будинку Анни Гатчінсон протягом кількох століть викликало великий інтерес. У своїй біографії дослідниця Лаплант припускає, що садиба розташовувалась поблизу Індіанської стежки, яка пролягала через сучасний парк Пелем-Бей, на схід від річки Гатчінсон. Натомість Локвуд Барр висуває іншу гіпотезу, спираючись на дослідження Отто Гуфеланда щодо прав власності на землю, опубліковане Вестчестерським історичним товариством у 1929 році. Він дійшов висновку, що садиба стояла на західному березі річки Гатчінсон, у районі Істчестер  На карті, що додається до дослідження Барра, зображено територію між двома струмками — Струмком Гримучої Змії та Струмком Чорного Пса — в районі сучасного Бейчестера.  Цей район нині густо забудований: Струмок Гримучої Змії ще існує, здебільшого в підземних водопропускних трубах, але струмок Чорного Пса вже зник.

### Смерть
Поселення Гатчінсонів на цій території збіглося в часі з місцевими заворушеннями між колоністами та індіанцями. Директор Нових Нідерландів Віллем Кіфт викликав гнів індіанців, наказавши нападати на їхні поселення, щоб вигнати їх з регіону.  Місіс Гатчінсон підтримувала сприятливі стосунки з Наррагансетами в Род-Айленді та, можливо, відчувала хибне почуття безпеки серед Сіваноїв Нових Нідерландів.. Гатчинсони ставилися до них дружньо, але індіанці завдали шкоди колонії Нових Нідерландів в результаті серії інцидентів, відомих як Війна Кіфта.
Доля родини Гатчінсонів була підсумована Лаплантом:
Воїни Сіваноя вдерлися до крихітного поселення над Пелхем-Бей, готуючись спалити кожну хату. Вождь сіваної, Вампедж, який надіслав попередження, очікував, що поселенців не буде. Але в одному з будинків люди у звірячих шкурах зустріли кількох дітей, юнаків і дівчат, а також жінку середнього віку.

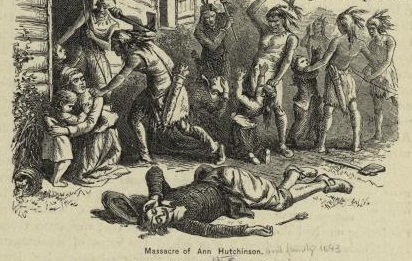
Різанина Гатчинсонів

"Один із сіваноїв вказав Гатчінсонам на те, що вони повинні приборкати своїх собак. Без жодного видимого страху один з членів сім’ї зв’язав собак. Тоді сіваної схопили й зняли скальпи з Френсіса Гатчінсона, Вільяма Коллінза, кількох слуг, двох Енн (матері й дочки) та молодших дітей — Вільяма, Кетрін, Мері та" Зуріеля.

Як пізніше розповідали в Бостоні, одну з дочок Гатчинсонів, яка "намагалася втекти", спіймали, "коли вона перелазила через огорожу". Її знову притягли за волосся до пня дерева, і там відрубали їй голову сокирою."
Потім воїни затягли тіла разом із худобою в будинок і спалили будинок дотла. Під час нападу дев'ятирічна донька Гатчінсона Сусанна збирала чорницю; її знайшли, згідно з легендою, схованою неподалік в ущелині Спліт-Рок. Вважається, що вона мала руде волосся, що було незвичайним для індіанців, і, можливо, саме завдяки цій особливості їй вдалося врятуватися. Вона потрапила в полон, в одній розповіді її назвали «Осіннім листком» і жила з індіанцями від двох до шести років (звіти відрізняються), поки її не викупили члени її сім'ї, більшість з яких жили в Бостоні.
Точна дата різанини в родині Гатчінсон невідома. Перший письмовий запис про трагедію з’явився в щоденнику Джона Вінтропа. Це був перший запис за вересень 1643 року, хоча конкретна дата не вказана.  З огляду на затримку з отриманням новин, імовірно, напад стався ще в серпні того ж року — саме ця дата наводиться в більшості джерел.
Реакція в Массачусетсі на смерть Гатчінсона була жорсткою. Преподобний Томас Велд писав: «Господь почув наші стогони до небес і звільнив нас від нашого великого і болючого страждання…. Я ніколи не чув, щоб індіанці в тих краях чинили подібну наругу над будь-якою сім'єю або сім'ями; і тому рука Божа тим очевидніше проглядається тут, що вибрала цю нещасну жінку». Пітер Балклі, пастор у Конкорді, писав: «Нехай її прокляті єресі і справедлива Божа помста, від якої вона загинула, налякають усіх її спокушених послідовників, щоб вони більше не мали нічого спільного з її переконаннями».
Вампадж стверджував, що саме він убив Гатчінсон. Згідно з легендою, після різанини він узяв її ім’я, назвавши себе «Енн Гек», аби вшанувати себе ім’ям своєї найвідомішої жертви. Через одинадцять років після трагедії він офіційно підтвердив документ про передачу земельної власності родини Гатчінсонів Томасу Пеллу. У цьому документі він підписався як «Енн Гоек, псевдонім Вампадж».

## Історичний вплив
Гатчінсон стверджувала, що вона була пророчицею, яка отримувала пряме одкровення від Бога. Під час суду вона передбачала, що Бог наведе кару на колонію Массачусетської затоки та знищить її. Окрім цього, вона навчала своїх послідовників, що особисте одкровення від Бога має такий самий авторитет у житті людини, як і Біблія — твердження, що суперечило пуританській теології. Вона також заявляла, що здатна визначати «обраних» серед колоністів. Такі позиції змусили навіть її колишніх союзників — Джона Коттона, Джона Вінтропа та інших — визнати її єретичкою-антиноміанкою.
Згідно з сучасним істориком Майклом Віншипом, історична значущість Гатчінсон полягає не стільки в її власних вчинках чи словах під час антиноміанської суперечки, скільки в тому, як Джон Вінтроп змалював її у своєму щоденнику та в розповіді про конфлікт під назвою «Оповідання». На думку Віншипа, у свідомості Вінтропа саме Гатчінсон стала уособленням усіх бід, що спіткали колонію, — хоча таке уявлення й було несправедливим. Після її вигнання всі подальші проблеми були умовно «заметені під килим».  Опис Вінтропа надав Гатчінсон майже легендарного статусу. Як і в усіх легендах, зміст її переконань та діяльності змінювався з плином часу. Вінтроп назвав її «жінкою, що володіє розумом і сміливим духом», але водночас у його очах вона була «агенткою руйнівної анархії, породженою пеклом». Тісний зв’язок між церквою та державою в Массачусетській затоці означав, що будь-який виклик духовенству розцінювався як напад на всю систему влади.  У XIX столітті в Америці Гатчінсон почали вшановувати як борчиню за релігійну свободу — особливо на тлі нового національного ідеалу розділення церкви і держави. У XX столітті вона постала як фігура феміністичного руху: жінка, яка налякала патріархальне суспільство не лише своїми релігійними ідеями, а й своєю рішучістю та незалежністю. Феміністична дослідниця Емі Ленг вважала, що Гатчінсон не усвідомлювала, наскільки її сила як жінки-єретички переважала саму суть її єресі. Ленг стверджувала, що суддям було важко юридично обґрунтувати провину Гатчінсон: її справжній «злочин» полягав у тому, що вона порушила соціальні норми, виконавши ролі вчительки, проповідниці, судді й навіть чоловіка.  Однак самі пуритани наполягали, що їхнє занепокоєння було суто богословським і жодної відкритої згадки про загрозу з боку її статі не висловлювали.
Віншип описує Гатчінсон як «пророчицю, духовну наставницю, матір п’ятнадцяти дітей і визначну учасницю запеклої релігійної суперечки, що стрясла молоду колонію Массачусетської затоки в 1636–1638 роках». підтримується як символ релігійної свободи, ліберального мислення та християнський фемінізм. Вона залишається суперечливою постаттю, яку протягом століть зображували, міфологізували або демонізували. Її життя було інтерпретоване крізь призму боротьби за статус жінки, владу в церкві та вплив у політичній структурі колонії.  Оцінюючи її загальний історичний вплив, Віншип пише:«Широко розголошені судові процеси над Гатчінсон і звинувачення проти неї зробили її найвідомішою — або найганебнішою — англійською жінкою в історії колоніальної Америки».

## Меморіали та спадок

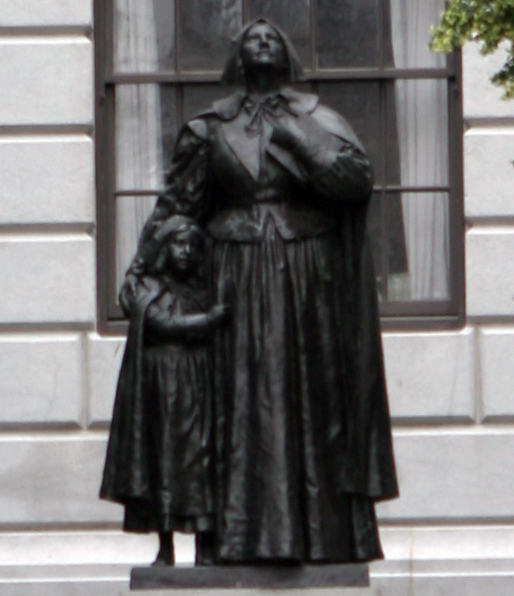
Статуя Енн Гатчінсон у Будинку штату Массачусетс роботи Сайруса Едвіна Далліна

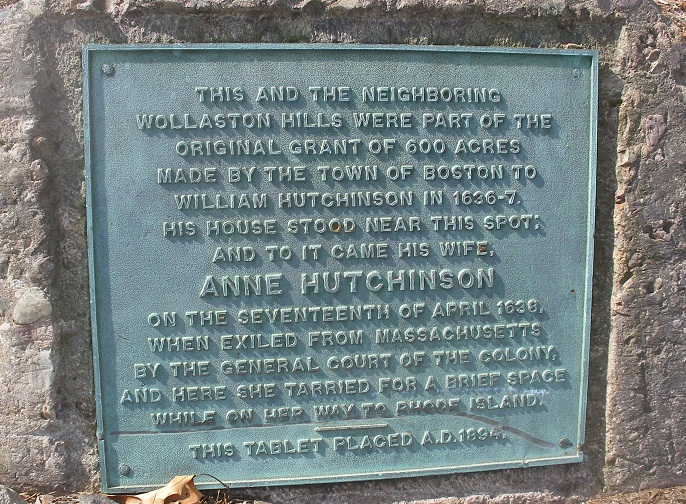
Історична дошка Енн Гатчінсон на площі Гатчінсон, Квінсі, Массачусетс, неподалік від ферми Гатчінсонів

Перед будівлею штату в Бостоні, штат Массачусетс, стоїть статуя Енн Гатчінсон з дочкою Сусанною,зображеною в дитячому віці. Статуя створена Сайрусом Далліном, а її урочисте відкриття відбулося  в 1922 році. На мармуровому фронтоні викарбувано напис : " На згадку про Енн Марбері Гатчінсон, Охрещену в Алфорді, Лінкольншир Англія, 20 липня 1595 р[sic], убиту індіанцями в Іст-Честері, Нью-Йорк, 1643 рік. Відважну поборницю громадянської свободи і віротерпимості."
Цей пам’ятник входить до складу Бостонської стежки жіночої спадщини  - історичного маршруту, який вшановує жінок, що залишили слід в історії міста. Даллін також використав зображення Гатчінсон у своєму барельєфі «Підписання Мейфлауерського договору», встановленому в Провінстауні, Массачусетс.
Ще один меморіал Енн Гатчінсон встановлено на південь від Бостона, у місті Квінсі, штат Массачусетс, на розі вулиць Біл-стріт і Грендв’ю-авеню. Саме тут, на території колишньої ферми площею 600 акрів, якою володіли Гатчінсони, родина зупинялася на кілька днів на початку весни 1638 року, прямуючи з Бостона до свого нового поселення на острові Аквіднек.
Також пам’ять про Гатчінсон увічнено в парку Founders’ Brook у місті Портсмут, штат Род-Айленд. У цьому парку розміщено мармурові плити з викарбуваними цитатами з її судового процесу — як нагадування про її боротьбу за переконання.
У 1994 році Енн Гатчінсон була включена до Національної жіночої зали слави — визнання її внеску як символу релігійної свободи, громадянської сміливості та жіночого лідерства в історії Сполучених Штатів.

### Літературні твори
За словами біографки Енн Гатчінсон Єви ЛаПланте, деякі літературні критики вбачають у образі Гестер Прінн із «Червоної літери» Натаніеля Готорна відлуння переслідувань, яких зазнала Гатчінсон у колонії Массачусетської затоки. Історикиня Емі Ленг стверджує, що Гестер Прінн є художнім втіленням уявної версії Енн Гатчінсон — образу, створеного ще ранніми пуританськими літописцями. На думку Ленг, Гестер стала тією, ким, на переконання ортодоксальних пуритан, була сама Гатчінсон — чи то буквально, чи то у духовному сенсі. Паралель між цими двома образами очевидна: Гатчінсон постає як єретичка, яка метафорично «спокусила» пуританську громаду своїм ученням, тоді як Гестер Прінн у романі Готорна буквально вступає в заборонений зв’язок зі священником, уособлюючи тілесну й духовну спокусу. Паралель між цими двома образами очевидна: Гатчінсон постає як єретичка, яка метафорично «спокусила» пуританську громаду своїм ученням, тоді як Гестер Прінн у романі Готорна буквально вступає в заборонений зв’язок зі священником, уособлюючи тілесну й духовну спокусу.
Сам Готорн визнавав, що його «Червона літера» була частково натхненна романом Джона Ніла «Рейчел Дайєр» (1828), Сам Готорн визнавав, що його «Червона літера» була частково натхненна романом Джона Ніла «Рейчел Дайєр» (1828), у якому вигадана онука Гатчінсон є жертвою суду над відьмами в Салемі. У перших розділах роману Гатчінсон фігурує як мучениця — предтеча майбутніх жертв релігійної істерії.
Енн Гатчінсон та її політична боротьба з губернатором Вінтропом зображені в п'єсі Вільяма Ґібсона «Добрі істоти» 1980 року. Іншими відомими історичними персонажами, які з'являються в п'єсі, є преподобний Джон Коттон, губернатор Гаррі Вейн і майбутня квакерська мучениця Мері Даєр. У січні 2014 року опера Дена Шора «Енн Гатчінсон» на лібрето Вільяма А. Фрегозі та Фріца Белла була двічі виконана в Бостоні, штат Массачусетс, оперною компанією Intermezzo,ще раз підтвердивши тривалу культурну зацікавленість постаттю цієї жінки.

### Вшанування імені

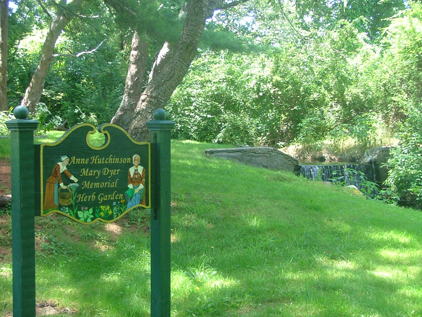
Енн Гатчінсон / Меморіальний трав'яний сад Мері Даєр у парку Фоундерс Брук, Портсмут, Род-Айленд

Енн Гатчінсон / Меморіальний сад Мері Даєр у парку Founders' Brook, Портсмут, Род-Айленд
У південному Нью-Йорку найбільш відомими об’єктами, названими на честь Енн Гатчінсон, є річка Гатчінсон — одна з небагатьох річок у США, названа на честь жінки — та шосе Hutchinson River Parkway, яке отримало назву від річки. На її честь названо початкові школи в містах  округу Вестчестер Пелхем та Істчестер.
У місті Портсмут, штат Род-Айленд, її вшановано разом із подругою Мері Даєр, квакерською мученицею. У парку Founders' Brook створено меморіальний лікувальний ботанічний сад Енн Гатчінсон / Мері Даєр — це простір біля мальовничого водоспаду, де ростуть традиційні лікарські трави. Тут також розміщено історичний маркер, присвячений ранньому заселенню Портсмута. Сад створив художник і травник Майкл Стівен Форд, який є нащадком обох жінок. Меморіал був реалізований Меморіальним комітетом Енн Гатчінсон, який очолює ньюпортська художниця Валері Дебрюль. Організація Friends of Anne Hutchinson щорічно збирається біля меморіалу в неділю, найближчу до 20 липня — дати її хрещення — щоб ушанувати пам’ять Гатчінсон і підкреслити внесок жінок у колоніальну історію острова Аквіднек.  Її ім’ям також названо Hutchinson Hall — гуртожиток для студентів молодших курсів Університету Род-Айленда.
Цікаво, що образ Енн Гатчінсон знайшов неочікуване втілення в сценічних перформансах і стендап-комедіях у місті Провінстаун, штат Массачусетс. У цих виступах з нотками сатири і сучасної політики, її постать вплітається в пішохідні екскурсії та трансвеститські шоу, що лише підкреслює багатозначність і життєстійкість її образу в американській культурі.

### Помилування
1987 року губернатор штату Массачусетс Майкл Дукакіс офіційно помилував Енн Гатчінсон, скасувавши її вигнання, яке було ухвалене губернатором Джоном Вінтропом понад 350 років тому Цей символічний акт став визнанням історичної несправедливості та внеску Енн Гатчінсон у боротьбу за релігійну свободу та свободу думки в колоніальній Америці.

## Сім'я

### Найближчі родичі
У Енн і Вільяма Гатчинсонів було 15 дітей, усі вони народилися й охристилися в Олфорді, за винятком останньої дитини, яку охристили в Бостоні, штат Массачусетс. З 14 дітей, народжених в Англії, 11 дожили до Нової Англії.

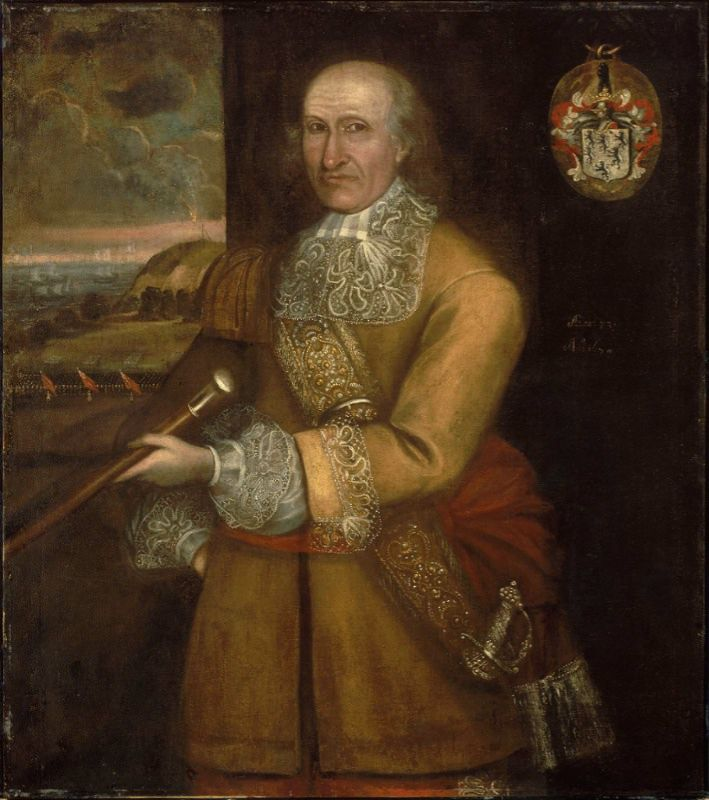
Майор Томас Севідж одружився з дочкою Гатчінсон Фейт

Старшу дитину Едуарда охрестили 28 травня 1613 року. Він підписав Портсмутський договір і оселився на острові Аквіднек разом зі своїми батьками, але незабаром уклав мир із владою Массачусетсу й повернувся до Бостона. Він був офіцером колоніальної міліції і помер від ран, отриманих під час війни короля Філіпа. Сусанна була охрещена 4 вересня 1614 року і померла в Олфорді під час чуми в 1630 році. Річард (хрещений 8 грудня 1615 р.) був прийнятий до Бостонської церкви в 1634 р., але він повернувся до Англії, і жодних інших записів про нього знайдено не було. Фейт (хрещена 14 серпня 1617) стала дружиною Томаса Севіджа і жила в Бостоні, померла біля 1651 р. Бріджит (хрещена 15 січня 1618/9) стала дружиною за Джона Сенфорда і жила в Портсмуті, штат Род-Айленд, де її чоловік недовго був губернатором острова; після його смерті вона стала третьою дружиною Вільяма Філліпса і мала трьох синів, Джона Самуеля і Вільяма. Померла в 1698 р.
Френсіс (хрещений 24 грудня 1620) був найстаршим із дітей, які загинули під час різанини в Нових Нідерландах. Єлизавета (хрещена 17 лютого 1621/2) померла під час чуми в Олфорді і була похована там 4 жовтня 1630 року. Вільям (хрещений 22 червня 1623) помер у дитинстві. Семюель (хрещений 17 грудня 1624 р.) жив у Бостоні, одружився і мав дитину, але про нього залишилося мало записів. Енн (хрещена 5 травня 1626) стала дружиною за Вільяма Коллінза, і вони обоє поїхали до Нових Нідерландів та загинули під час різанини разом із її матір'ю. Мері (хрещена 22 лютого 1627/8), Кетрін (хрещена 7 лютого 1629/30), Вільям (хрещений 28 вересня 1631) і донька Зуріель (хрещена в Бостоні 13 березня 1635/6) були дітьми, коли вони поїхали з матір'ю до Нових Нідерландів, і були вбиті під час різанини індіанців наприкінці літа 1643 року. Сусанна була 14-ю дитиною Гатчінсонів і наймолодшою, яка народилася в Англії, охрещена 15 листопада 1633 року. Вона пережила напад індіанців у 1643 році, потрапила в полон і зрештою була продана англійцям, після чого одружилася з Джоном Коулом і народила 11 дітей.
З дюжини чи більше братів і сестер Гатчінсона, які пережили дитинство, лише один приїхав до Нової Англії; її молодша сестра, Кетрін, дружина Річарда Скотта, приїхала до Бостона, а потім до Провіденсу. Разом зі своїм чоловіком Кетрін була пуританкою, баптисткою, а потім квакеркою, і її пошмагали в Бостоні за підтримку свого майбутнього зятя Крістофера Голдера, якому відрізали праве вухо за його квакерську євангелізацію.

### Нащадки

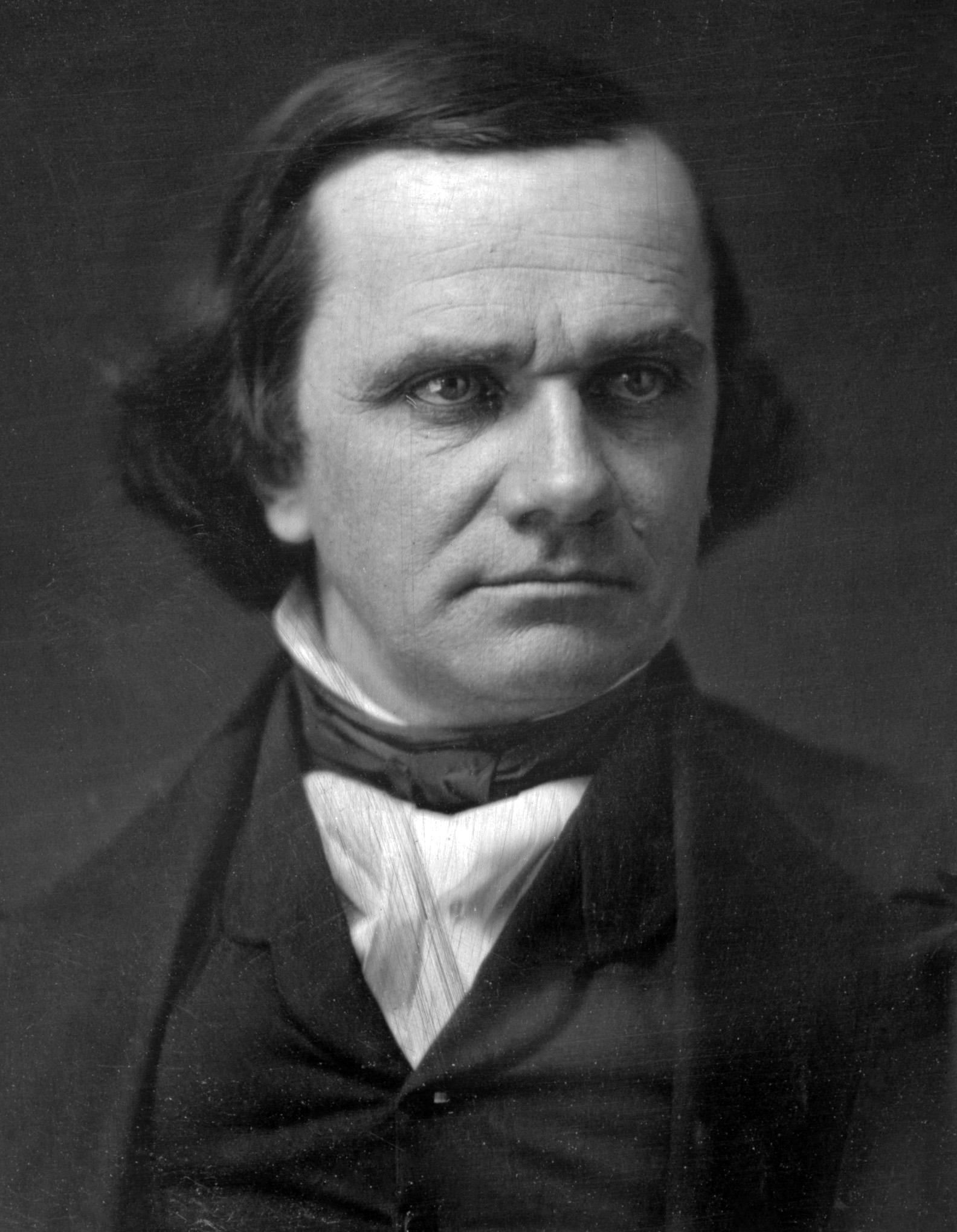
Стівен А. Дуглас походив від Гатчінсон

Багато нащадків Енн Гатчінсон досягли великої популярності. Серед них президенти Сполучених Штатів Франклін Д. Рузвельт, Джордж Буш-старший і Джордж Буш-молодший, а також кандидати в президенти Стівен А. Дуглас, Джордж Вількен Ромні та Мітт Ромні. Її онук Пелеґ Сенфорд був губернатором колонії Род-Айленд і плантацій Провіденс. До інших нащадків включають головного суддю Верховного суду Сполучених Штатів Мелвіла Вестона Фуллера та помічника судді Олівера Венделла Голмса молодшого; Лорда-канцлера Англії Джона Сінглтона Коплі молодшого, який був першим лордом Ліндгерстом; президента Гарвардського університету Чарльза Вільяма Еліота; актора Теда Денсона; музиканта Кейтлін ні Донована; і оперну співачку та світську левицю мадам Ліллі Фей Моултон де Гегерманн-Лінденкрон. Одним із нащадків на прізвище Гатчінсон був її праправнук Томас Гатчинсон, який під час Бостонського чаювання, події, яка призвела до Війни за незалежність США, був лояльним губернатором провінції Массачусетс-Бей.

### Походження
1914 року Джон Чамплін опублікував основну частину відомого на даний момент походження Енн Гатчінсон. Гері Бойд Робертс та інші опублікували її походження з боку матері. Більшість матеріалів у наступній таблиці предків є з Чампліна, за винятком лінії Вільямсона, яка була опублікована в The American Genealogist Ф. Н. Крейгом 1992 року.
|  |                                           |  |  |  |  |  |  |  |  |  |  |  |  |  |  |  |
|  | 16. Вільям Марбері (бл. 1450 – бл. 1508)  |  |  |  |  |  |  |  |  |  |  |  |  |  |  |  |
|  |                                           |  |  |  |  |  |  |  |  |  |  |  |  |  |  |  |
|  |                                           |  |  |  |  |  |  |  |  |  |  |  |  |  |  |  |
|  | 8. Роберт Марбері (бл. 1490 – 1545)       |  |  |  |  |  |  |  |  |  |  |  |  |  |  |  |
|  |                                           |  |  |  |  |  |  |  |  |  |  |  |  |  |  |  |
|  |                                           |  |  |  |  |  |  |  |  |  |  |  |  |  |  |  |
|  | 17. Енн Блаунт (бл. 1460 – 1537)          |  |  |  |  |  |  |  |  |  |  |  |  |  |  |  |
|  |                                           |  |  |  |  |  |  |  |  |  |  |  |  |  |  |  |
|  |                                           |  |  |  |  |  |  |  |  |  |  |  |  |  |  |  |
|  | 4. Вільям Марбері (бл. 1524 – 1581)       |  |  |  |  |  |  |  |  |  |  |  |  |  |  |  |
|  |                                           |  |  |  |  |  |  |  |  |  |  |  |  |  |  |  |
|  |                                           |  |  |  |  |  |  |  |  |  |  |  |  |  |  |  |
|  | 18. Джон Вільямсон (бл. 1480 – 1513)      |  |  |  |  |  |  |  |  |  |  |  |  |  |  |  |
|  |                                           |  |  |  |  |  |  |  |  |  |  |  |  |  |  |  |
|  |                                           |  |  |  |  |  |  |  |  |  |  |  |  |  |  |  |
|  | 9. Кетрін Вільямсон (бл. 1508 – 1525)     |  |  |  |  |  |  |  |  |  |  |  |  |  |  |  |
|  |                                           |  |  |  |  |  |  |  |  |  |  |  |  |  |  |  |
|  |                                           |  |  |  |  |  |  |  |  |  |  |  |  |  |  |  |
|  | 19. Джейн Ангевін (бл. 1484 – після 1545) |  |  |  |  |  |  |  |  |  |  |  |  |  |  |  |
|  |                                           |  |  |  |  |  |  |  |  |  |  |  |  |  |  |  |
|  |                                           |  |  |  |  |  |  |  |  |  |  |  |  |  |  |  |
|  | 2. Френсіс Марбері (1555 – 1611)          |  |  |  |  |  |  |  |  |  |  |  |  |  |  |  |
|  |                                           |  |  |  |  |  |  |  |  |  |  |  |  |  |  |  |
|  |                                           |  |  |  |  |  |  |  |  |  |  |  |  |  |  |  |
|  | 10. Джон Лентон                           |  |  |  |  |  |  |  |  |  |  |  |  |  |  |  |
|  |                                           |  |  |  |  |  |  |  |  |  |  |  |  |  |  |  |
|  |                                           |  |  |  |  |  |  |  |  |  |  |  |  |  |  |  |
|  | 5. Агнес Лентон                           |  |  |  |  |  |  |  |  |  |  |  |  |  |  |  |
|  |                                           |  |  |  |  |  |  |  |  |  |  |  |  |  |  |  |
|  |                                           |  |  |  |  |  |  |  |  |  |  |  |  |  |  |  |
|  | 1. Енн Марбері (1591 – 1643)              |  |  |  |  |  |  |  |  |  |  |  |  |  |  |  |
|  |                                           |  |  |  |  |  |  |  |  |  |  |  |  |  |  |  |
|  |                                           |  |  |  |  |  |  |  |  |  |  |  |  |  |  |  |
|  | 24. Вільям Драйден                        |  |  |  |  |  |  |  |  |  |  |  |  |  |  |  |
|  |                                           |  |  |  |  |  |  |  |  |  |  |  |  |  |  |  |
|  |                                           |  |  |  |  |  |  |  |  |  |  |  |  |  |  |  |
|  | 12. Девід Драйден (бл. 1500 – після 1540) |  |  |  |  |  |  |  |  |  |  |  |  |  |  |  |
|  |                                           |  |  |  |  |  |  |  |  |  |  |  |  |  |  |  |
|  |                                           |  |  |  |  |  |  |  |  |  |  |  |  |  |  |  |
|  | 6. Джон Драйден (1525–1584)               |  |  |  |  |  |  |  |  |  |  |  |  |  |  |  |
|  |                                           |  |  |  |  |  |  |  |  |  |  |  |  |  |  |  |
|  |                                           |  |  |  |  |  |  |  |  |  |  |  |  |  |  |  |
|  | 26. Вільям Ніколсон                       |  |  |  |  |  |  |  |  |  |  |  |  |  |  |  |
|  |                                           |  |  |  |  |  |  |  |  |  |  |  |  |  |  |  |
|  |                                           |  |  |  |  |  |  |  |  |  |  |  |  |  |  |  |
|  | 13. Ізабель Ніколсон                      |  |  |  |  |  |  |  |  |  |  |  |  |  |  |  |
|  |                                           |  |  |  |  |  |  |  |  |  |  |  |  |  |  |  |
|  |                                           |  |  |  |  |  |  |  |  |  |  |  |  |  |  |  |
|  | 3. Бріджит Драйден (бл. 1563 – 1645)      |  |  |  |  |  |  |  |  |  |  |  |  |  |  |  |
|  |                                           |  |  |  |  |  |  |  |  |  |  |  |  |  |  |  |
|  |                                           |  |  |  |  |  |  |  |  |  |  |  |  |  |  |  |
|  | 28. Вільям Коуп (бл. 1450 – 1513)         |  |  |  |  |  |  |  |  |  |  |  |  |  |  |  |
|  |                                           |  |  |  |  |  |  |  |  |  |  |  |  |  |  |  |
|  |                                           |  |  |  |  |  |  |  |  |  |  |  |  |  |  |  |
|  | 14. Сер Джон Коуп (бл. 1504 – 1559)       |  |  |  |  |  |  |  |  |  |  |  |  |  |  |  |
|  |                                           |  |  |  |  |  |  |  |  |  |  |  |  |  |  |  |
|  |                                           |  |  |  |  |  |  |  |  |  |  |  |  |  |  |  |
|  | 29. Джейн Спенсер (померла 1525)          |  |  |  |  |  |  |  |  |  |  |  |  |  |  |  |
|  |                                           |  |  |  |  |  |  |  |  |  |  |  |  |  |  |  |
|  |                                           |  |  |  |  |  |  |  |  |  |  |  |  |  |  |  |
|  | 7. Елізабет Коуп (1529–1584)              |  |  |  |  |  |  |  |  |  |  |  |  |  |  |  |
|  |                                           |  |  |  |  |  |  |  |  |  |  |  |  |  |  |  |
|  |                                           |  |  |  |  |  |  |  |  |  |  |  |  |  |  |  |
|  | 30. Едвард Рейлі (бл. 1474 – 1508)        |  |  |  |  |  |  |  |  |  |  |  |  |  |  |  |
|  |                                           |  |  |  |  |  |  |  |  |  |  |  |  |  |  |  |
|  |                                           |  |  |  |  |  |  |  |  |  |  |  |  |  |  |  |
|  | 15. Бріджит Рейлі                         |  |  |  |  |  |  |  |  |  |  |  |  |  |  |  |
|  |                                           |  |  |  |  |  |  |  |  |  |  |  |  |  |  |  |
|  |                                           |  |  |  |  |  |  |  |  |  |  |  |  |  |  |  |
|  | 31. Енн Чемберлен (бл. 1478 – після 1510) |  |  |  |  |  |  |  |  |  |  |  |  |  |  |  |
|  |                                           |  |  |  |  |  |  |  |  |  |  |  |  |  |  |  |
|  |                                           |  |  |  |  |  |  |  |  |  |  |  |  |  |  |  |

### Цитування
1. ↑  https://www.loc.gov/item/today-in-history/july-20?loclr=eatod#anne-marbury-hutchinson
2. 1 2  Deutsche Nationalbibliothek Record #119195046 // Gemeinsame Normdatei — 2012—2016.
3. 1 2 3  Bibliothèque nationale de France BNF: платформа відкритих даних — 2011.
4. 1 2  Lundy D. R. The Peerage
5. 1 2  Kindred Britain
6. ↑  Geni.com — 2006.
7. 1 2  RI Gov.
8. 1 2 3  Winship, 2005, с. 1.
9. 1 2  Anderson, 2003, с. 479.
10. 1 2 3  Bremer, 1981, с. 1.
11. ↑  LaPlante, 2004, с. 19.
12. ↑  LaPlante, 2004, с. 26.
13. ↑  LaPlante, 2004, с. 27.
14. ↑  LaPlante, 2004, с. 29—30.
15. 1 2  LaPlante, 2004, с. 31.
16. ↑  Winship, 2005, с. 9.
17. ↑  Colket, 1936, с. 33—34.
18. ↑  LaPlante, 2004, с. 31—32.
19. 1 2  LaPlante, 2004, с. 34.
20. 1 2 3  Bremer, 1981, с. 2.
21. 1 2 3  LaPlante, 2004, с. 37.
22. 1 2 3 4  LaPlante, 2004, с. 85.
23. 1 2 3 4  Hall, 1990, с. 5.
24. ↑  LaPlante, 2004, с. 86.
25. ↑  Hall, 1990, с. x.
26. ↑  LaPlante, 2004, с. 86—87.
27. 1 2 3 4  Bremer, 1981, с. 3.
28. ↑  LaPlante, 2004, с. 87.
29. ↑  Winship, 2005, с. 7.
30. 1 2 3  Champlin, 1913, с. 3.
31. ↑  Champlin, 1913, с. 3—4.
32. 1 2  Champlin, 1913, с. 4.
33. ↑  LaPlante, 2004, с. 156.
34. 1 2  LaPlante, 2004, с. 154.
35. ↑  LaPlante, 2004, с. 257.
36. ↑  LaPlante, 2004, с. 155—156.
37. 1 2 3 4 5 6  Bremer, 1981, с. 4.
38. 1 2  Winship, 2005, с. 33.
39. 1 2 3  Winship, 2005, с. 35.
40. ↑  Winship, 2002, с. 40.
41. ↑  Winship, 2002, с. 60.
42. 1 2 3  Winship, 2005, с. 39.
43. ↑  Winship, 2005, с. 34.
44. ↑  LaPlante, 2004, с. 39.
45. 1 2 3  Hall, 1990, с. 6.
46. ↑  Winship, 2002, с. 41.
47. 1 2  Battis, 1962, с. 105.
48. ↑  Bremer, 1995, с. 66.
49. 1 2 3  Bremer, 1981, с. 5.
50. 1 2  Winship, 2002, с. 64—69.
51. ↑  Winship, 2002, с. 44—45.
52. ↑  Winship, 2002, с. 6—7.
53. ↑  Anderson, 2003, с. 481—482.
54. 1 2 3  Anderson, 2003, с. 482.
55. ↑  Winship, 2002, с. 86.
56. ↑  Winship, 2002, с. 86—89.
57. ↑  Winship, 2002, с. 90.
58. 1 2  Hall, 1990, с. 3.
59. ↑  Winship, 2002, с. 22.
60. ↑  Hall, 1990, с. 4.
61. ↑  Bell, 1876, с. 11.
62. ↑  Winship, 2002, с. 116.
63. ↑  Dunn, 1981, с. 143.
64. ↑  Winship, 2002, с. 126—148.
65. ↑  Winship, 2002, с. 167—168.
66. ↑  Winship, 2002, с. 170.
67. ↑  Winship, 2002, с. 170—171.
68. 1 2 3  Winship, 2002, с. 172.
69. 1 2  Winship, 2002, с. 173.
70. 1 2  Morris, 1981, с. 60.
71. ↑  LaPlante, 2004, с. 68.
72. ↑  Winship, 2002, с. 173—174.
73. 1 2  Winship, 2002, с. 175.
74. 1 2  Winship, 2002, с. 176.
75. ↑  Morris, 1981, с. 62.
76. ↑  Adams, 1894, с. 175.
77. 1 2  Winship, 2002, с. 177.
78. ↑  Winship, 2002, с. 178.
79. ↑  Winship, 2002, с. 180.
80. ↑  Winship, 2002, с. 181—182.
81. ↑  Winship, 2002, с. 182.
82. 1 2  Morris, 1981, с. 63.
83. ↑  Winship, 2002, с. 182—183.
84. ↑  Winship, 2002, с. 183.
85. ↑  Crawford, 1970, с. 144—146.
86. 1 2  Morgan, 1981, с. 57.
87. ↑  LaPlante, 2004, с. 158.
88. 1 2 3  LaPlante, 2004, с. 159.
89. ↑  Winship, 2005, с. 122.
90. ↑  Winship, 2002, с. 197.
91. 1 2  Battis, 1962, с. 235.
92. ↑  Battis, 1962, с. 236.
93. 1 2 3  Battis, 1962, с. 242.
94. ↑  Winship, 2002, с. 202.
95. 1 2  Battis, 1962, с. 243.
96. ↑  Battis, 1962, с. 244.
97. ↑  Winship, 2002, с. 203.
98. 1 2  Winship, 2002, с. 204.
99. ↑  Winship, 2002, с. 207—208.
100. ↑  Battis, 1962, с. 246—247.
101. 1 2  Morris, 1981, с. 64.
102. 1 2 3 4 5  Rothbard, 1975, с. 22.
103. 1 2  LaPlante, 2004, с. 208.
104. ↑  LaPlante, 2004, с. 212.
105. 1 2  Battis, 1981, с. 16.
106. 1 2  LaPlante, 2004, с. 217.
107. ↑  Battis, 1981, с. 17.
108. ↑  LaPlante, 2004, с. 218.
109. ↑  LaPlante, 2004, с. 222.
110. ↑  LaPlante, 2004, с. 223.
111. ↑  Arnold, 1859, с. 132.
112. 1 2  LaPlante, 2004, с. 228.
113. ↑  Anderson, 2003, с. 479—481.
114. 1 2 3 4 5 6 7  Champlin, 1913, с. 11.
115. ↑  Barr, 1946, с. 7.
116. ↑  Barr, 1946, с. 8.
117. ↑  Bolton, 1922, с. 44.
118. ↑  Barr, 1946, с. 5.
119. ↑  Barr, 1946, с. 28—29, plate VI.
120. ↑  Corbett, 1999.
121. ↑  New York Parks, 2001.
122. 1 2  LaPlante, 2004, с. 237.
123. 1 2  LaPlante, 2004, с. 239.
124. ↑  Pritchard, 2002, с. 1—42.
125. ↑  Kirkpatrick, 1998, с. 228.
126. 1 2  Anderson, 2003, с. 479—81.
127. ↑  Champlin, 1913, с. 12.
128. ↑  LaPlante, 2004, с. 243.
129. ↑  In Puritan thinking, any prophecy that did not come true was a false prophecy, and therefore could not have come from God. The Puritan teachers and ministers in Boston would have been outraged by Hutchinson's false prophecies.
130. 1 2  Humpherey, 1919, с. 18—29.
131. 1 2 3  Winship, 2005, с. 4.
132. 1 2  Lauter, 2006, с. 308.
133. 1 2  Lang, 1987, с. 65.
134. ↑  See David Hall, The Antinomian Controversy, 1636—1638, A Documentary History, 1990.
135. ↑  Beacon Hill. Boston Women's Heritage Trail.
136. ↑  Hutchinson, Anne. National Women's Hall of Fame. Процитовано 21 листопада 2018.
137. ↑  LaPlante, 2004, с. xvii.
138. 1 2  Lang, 1987, с. 165.
139. ↑  Lang, 1987, с. 165—166.
140. ↑  Kayorie, James Stephen Merritt (2019). John Neal (1793–1876). У Baumgartner, Jody C. (ред.). American Political Humor: Masters of Satire and Their Impact on U.S. Policy and Culture. Santa Barbara, California: ABC-CLIO. с. 90. ISBN 978-1-4408-5486-6.
141. ↑  Gould, Philip (1996). Covenant and Republic: Historical Romance and the Politics of Puritanism. Cambridge, UK: Cambridge University Press. с. 203. ISBN 0-521-55499-3.
142. ↑  Carlson, David J. (2007). 'Another Declaration of Independence': John Neal's 'Rachel Dyer' and the Assault on Precedent. Early American Literature. 42: 408—409. doi:10.1353/eal.2007.0031. JSTOR 25057515.
143. ↑  Lease, Benjamin (1972). That Wild Fellow John Neal and the American Literary Revolution. Chicago, Illinois: University of Chicago Press. с. 138–139. ISBN 978-0-226-46969-0.
144. ↑  Gibson, 1986, с. 4.
145. ↑  Intermezzo Opera, 2013.
146. ↑  Hutchinson River Parkway.
147. ↑  Pelham Patch, 2012.
148. ↑  Anne Hutchinson School, 2012.
149. ↑  Heritage Passage.
150. ↑  Herald News, 2011.
151. ↑  Hutchinson Hall. web.uri.edu.
152. ↑  Arts Briefs for June 29, 2023 through July 6, 2023. provincetownindependent.org. 28 червня 2023.
153. ↑  LaPlante, 2004, с. 256.
154. 1 2 3 4 5 6 7 8 9 10  Anderson, 2003, с. 480—481.
155. 1 2 3  Kirkpatrick, 1998, с. vii.
156. ↑  Austin, 1887, с. 272.
157. ↑  Roberts, 2009, с. 365—366.
158. 1 2  Family Search, 2008.
159. ↑  Austin, 1887, с. 171.
160. ↑  Champlin, 1914, с. 18.
161. ↑  Roberts, 2008, с. 278.
162. ↑  Richardson, 2004, с. 492.
163. ↑  Anderson, 2003, с. 484.

## Подальше читання
- Augur, Helen (1930). An American Jezebel: The Life of Anne Hutchinson. New York: Brentano's. online free
- Bremer, Francis J. Anne Hutchinson, Troubler of the Puritan Zion (1981)
- Curtis, Edith Roelker (1930). Anne Hutchinson: A Biography. Cambridge: Washburn & Thomas.
- Ditmore, Michael G. (2000). A Prophetess in Her Own Country: an Exegesis of Anne Hutchinson's 'Immediate Revelation. William and Mary Quarterly. 57 (2): 349—392. doi:10.2307/2674479. JSTOR 2674479. The article includes an annotated transcription of Hutchinson's «Immediate Revelation.»
- Gura, Philip F. (1984). A Glimpse of Sion's Glory: Puritan Radicalism in New England, 1620–1660. Middletown, Connecticut: Wesleyan University Press. ISBN 0-8195-5095-7.
- Hall, Timothy D. Anne Hutchinson: Puritan Prophet (Library of American Biography 2009).
- Huber, Elaine C. (1985). Women and the Authority of Inspiration: A Re-examination of Two Movements from a Contemporary Feminist Perspective. Lantham, Massachusetts: University Press of America.
- Stille, Darlene R. Anne Hutchinson: Puritan protester (2006) for middle and secondary schools. online
- Westerkamp, Marilyn J. (2021). The Passion of Anne Hutchinson: An Extraordinary Woman, the Puritan Patriarchs, and the World They Made and Lost. New York: Oxford University Press.
- Williams, Selma R. (1981). Divine Rebel: The Life of Anne Marbury Hutchinson.